# Bellerive-sur-Allier
Pour les articles homonymes, voir Bellerive.
Bellerive-sur-Allier est une commune française urbaine, située dans le département de l'Allier, en région Auvergne-Rhône-Alpes.
La commune, qui jouxte celle de Vichy, s'appelait à l'origine Vesse et a changé officiellement de nom le 23 janvier 1903. Bordée par la rivière Allier, elle compte 8 898 habitants (au recensement de 2022), appelés les Bellerivois et les Bellerivoises.

## Géographie

### Localisation
La commune de Bellerive-sur-Allier est située au sud-est du département de l'Allier, en région Auvergne-Rhône-Alpes, à 57,3 km par la route de Moulins, préfecture du département, et à 1,8 km de Vichy, sous-préfecture. La commune fait en outre partie du bassin de vie de Vichy.
Le territoire communal est limitrophe de six autres communes :
|                     | Charmeil             | Vichy  |
| Espinasse-Vozelle   | Bellerive-sur-Allier |        |
| Serbannes, Brugheas |                      | Abrest |

### Géologie et relief

#### Géologie
La commune est située au nord du Massif central, au contact de plusieurs entités géographiques, entre le Val d'Allier, la plaine de la Limagne (Limagne bourbonnaise) à l'ouest et la montagne bourbonnaise à l'est.

#### Relief
La commune s'étend sur 1 897 hectares. Son altitude varie de 247 mètres, sur la partie est de la commune (rivière Allier), à 337 mètres sur les coteaux à l'ouest.
La commune est située sur la plaine du val d'Allier.

### Hydrographie

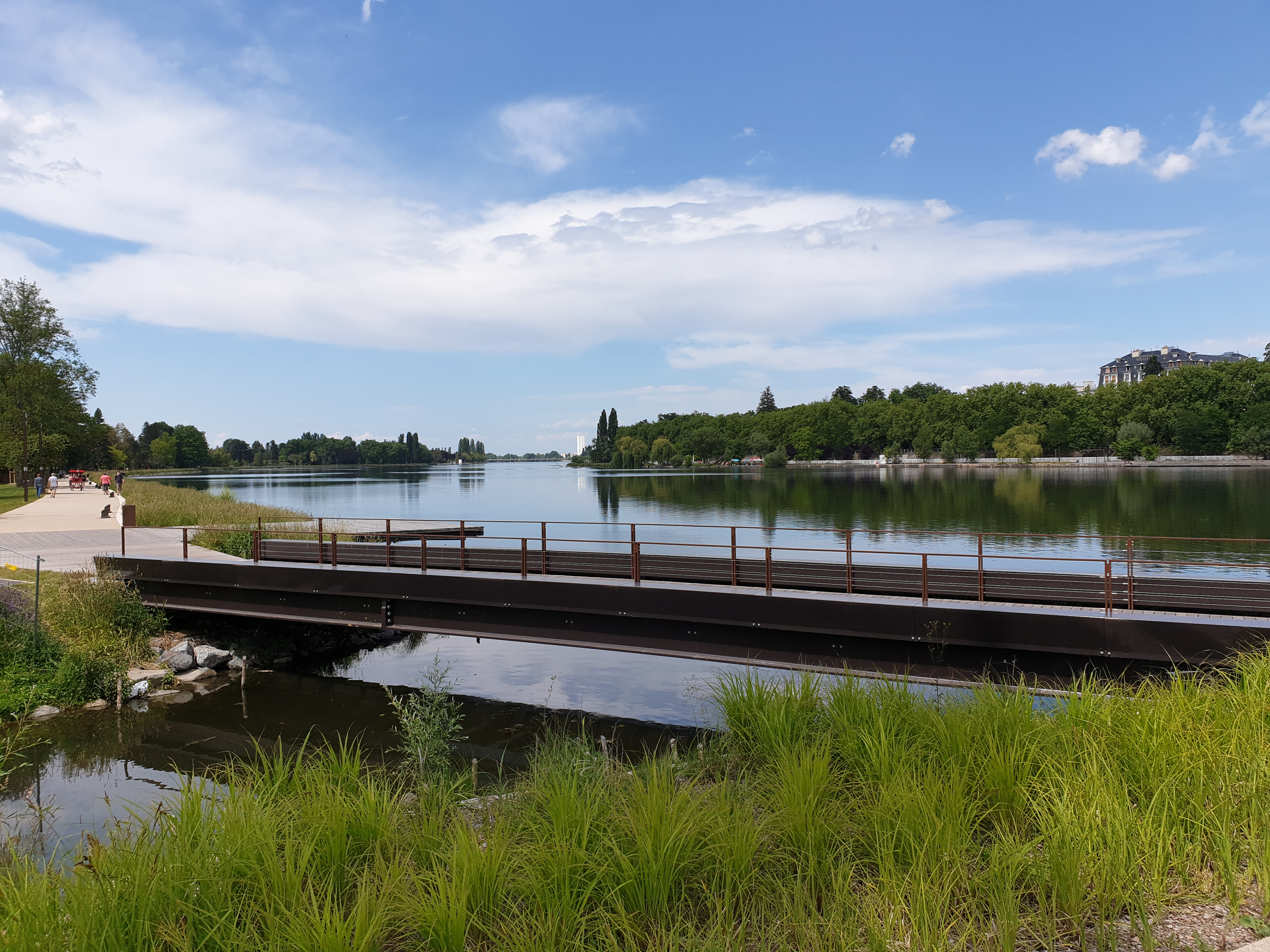
Confluence entre l'Allier et le Sarmon en 2020.

La commune est bordée à l'est par la rivière Allier. Celle-ci fait office de limite administrative avec les communes d'Abrest (vers le lieu-dit Creux Very) puis de Vichy de l'amont vers l'aval,. Sa largeur, au niveau de l'ancien stade nautique, atteint les 200 mètres. Quatre autres cours d'eau coulent dans la commune :
- le ruisseau de la Rama, cours d'eau de 4 km de long prenant sa source à Brugheas[4] et « formant la limite communale Sud » avec Abrest ;
- le Sarmon, cours d'eau de 14 km prenant sa source dans le département limitrophe du Puy-de-Dôme, à Bas-et-Lezat, et se jetant près du pont de Bellerive[5] ;
- le Briandet, cours d'eau de 7,5 km de long, prenant sa source à Serbannes et se jetant près de l'hippodrome[6]. Il se compose de quatre affluents dont trois couvrent le territoire communal :
  - le ruisseau du Bois des Prêtres, long de 3,35 km, prenant sa source à Serbannes et se jetant près du lieu-dit Le Pouzatais à Espinasse-Vozelle, passant à la frontière communale à Serbannes peu avant son point de confluence[7],
  - le ruisseau de Conton, long de 1,85 km, coulant exclusivement dans la commune[8],
  - un cours d'eau anonyme, long de 1,66 km, traversant le parc omnisports[9] ;
- la Goutte de la Fontaine, long de 6,66 km, prenant sa source à Espinasse-Vozelle et se jetant dans le ruisseau du Béron à l'est de Charmeil, traverse le bois de Charmeil au nord de la commune[10].

L'ensemble du territoire communal est couvert par le périmètre de protection des eaux minérales des sources de Vichy Saint-Yorre.
Le territoire communal est compris dans le périmètre du schéma directeur d'aménagement et de gestion des eaux (SDAGE) Loire-Bretagne 2016-2021, approuvé le 18 novembre 2015, et dans le schéma d'aménagement et de gestion des eaux (SAGE) Allier Aval, approuvé le 13 novembre 2015.

### Climat
Pour des articles plus généraux, voir Climat d'Auvergne-Rhône-Alpes et Climat de l'Allier.
En 2010, le climat de la commune est de type climat océanique dégradé des plaines du Centre et du Nord, selon une étude du CNRS s'appuyant sur une série de données couvrant la période 1971-2000. En 2020, Météo-France publie une typologie des climats de la France métropolitaine dans laquelle la commune est exposée à un climat de montagne ou de marges de montagne et est dans la région climatique Nord-est du Massif Central, caractérisée par une pluviométrie annuelle de 800 à 1 200 mm, bien répartie dans l’année.
Pour la période 1971-2000, la température annuelle moyenne est de 11,3 °C, avec une amplitude thermique annuelle de 16,4 °C. Le cumul annuel moyen de précipitations est de 789 mm, avec 9,9 jours de précipitations en janvier et 7,5 jours en juillet. Pour la période 1991-2020, la température moyenne annuelle observée sur la station météorologique de Météo-France la plus proche, « Vichy-Ville », sur la commune de Vichy à 2 km à vol d'oiseau, est de 12,7 °C et le cumul annuel moyen de précipitations est de 799,6 mm,. Pour l'avenir, les paramètres climatiques de la commune estimés pour 2050 selon différents scénarios d'émission de gaz à effet de serre sont consultables sur un site dédié publié par Météo-France en novembre 2022.
| Mois                                  | jan.             | fév.            | mars           | avril         | mai           | juin         | jui.          | août           | sep.           | oct.            | nov.          | déc.            | année      |
| ------------------------------------- | ---------------- | --------------- | -------------- | ------------- | ------------- | ------------ | ------------- | -------------- | -------------- | --------------- | ------------- | --------------- | ---------- |
| Température minimale moyenne (°C)     | 1,6              | 1,4             | 3,8            | 6,3           | 10,1          | 13,6         | 15,4          | 15             | 11,5           | 8,8             | 4,6           | 2,1             | 7,9        |
| Température moyenne (°C)              | 4,5              | 5,3             | 8,9            | 11,8          | 15,7          | 19,4         | 21,5          | 21,3           | 17,2           | 13,2            | 8,1           | 5,1             | 12,7       |
| Température maximale moyenne (°C)     | 7,5              | 9,2             | 14             | 17,4          | 21,3          | 25,2         | 27,6          | 27,5           | 22,9           | 17,7            | 11,5          | 8,1             | 17,5       |
| Record de froid (°C) date du record   | −21,5 05.01.1971 | −19 05.02.1963  | −12,9 01.03.05 | −5 06.04.1975 | −2 07.05.1957 | 0 03.06.1962 | 5 24.07.1968  | 1,2 26.08.1966 | 1,8 20.09.1962 | −6,9 30.10.1997 | −9 24.11.1998 | −17 25.12.1962  | −21,5 1971 |
| Record de chaleur (°C) date du record | 19,1 01.01.23    | 25,2 28.02.1960 | 28,1 31.03.21  | 31,4 30.04.05 | 34,6 28.05.17 | 41 27.06.19  | 41,3 31.07.20 | 40,5 12.08.03  | 35,9 10.09.23  | 32,5 02.10.23   | 24 01.11.1968 | 20,3 16.12.1989 | 41,3 2020  |
| Précipitations (mm)                   | 53,3             | 42,8            | 44,9           | 67,9          | 83,5          | 75,7         | 73,3          | 83,9           | 69,6           | 75,9            | 73,6          | 55,2            | 799,6      |

### Milieux naturels et biodiversité
Le territoire communal de Bellerive-sur-Allier est couvert par quatre zones naturelles d'intérêt écologique, faunistique et floristique (ZNIEFF) :
- Val d'Allier Vichy – Pont de Chazeuil (ZNIEFF de type 1) : cette zone couvre la rivière en aval du pont de Bellerive[17] ;
- Val d'Allier entre Vichy et Mariol (ZNIEFF de type 1) : cette zone couvre la rivière en amont du pont de Bellerive[18] ;
- Forêt de Montpensier et Bois Saint-Geat[19] ;
- Lit majeur de l'Allier moyen (ZNIEFF de type 2)[20].

## Urbanisme

### Typologie
Au 1er janvier 2024, Bellerive-sur-Allier est catégorisée ceinture urbaine, selon la nouvelle grille communale de densité à 7 niveaux définie par l'Insee en 2022.
Elle appartient à l'unité urbaine de Vichy, une agglomération intra-départementale dont elle est une commune de la banlieue,. Par ailleurs la commune fait partie de l'aire d'attraction de Vichy, dont elle est une commune de la couronne,. Cette aire, qui regroupe 50 communes, est catégorisée dans les aires de 50 000 à moins de 200 000 habitants,.

### Occupation des sols

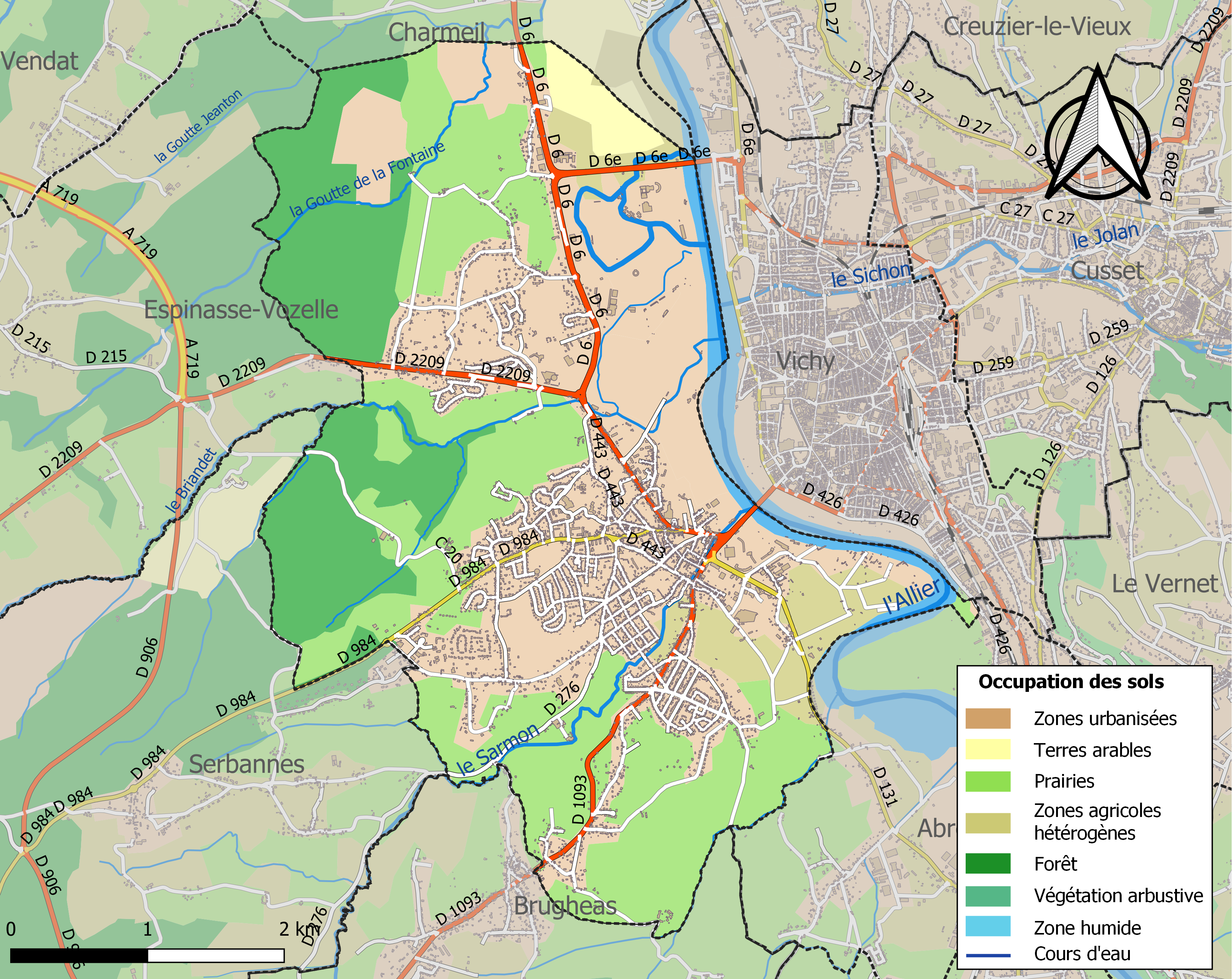
Carte des infrastructures et de l'occupation des sols de la commune en 2018 (CLC).

L'occupation des sols de la commune, telle qu'elle ressort de la base de données européenne d’occupation biophysique des sols Corine Land Cover (CLC), est marquée par l'importance des territoires artificialisés (43,9 % en 2018), en augmentation par rapport à 1990 (34,7 %). La répartition détaillée en 2018 est la suivante : zones urbanisées (33,2 %), prairies (29,9 %), forêts (16,8 %), espaces verts artificialisés, non agricoles (7,6 %), zones agricoles hétérogènes (5,8 %), zones industrielles ou commerciales et réseaux de communication (3,2 %), eaux continentales (2 %), terres arables (1,6 %).
L'IGN met par ailleurs à disposition un outil en ligne permettant de comparer l’évolution dans le temps de l’occupation des sols de la commune (ou de territoires à des échelles différentes). Plusieurs époques sont accessibles sous forme de cartes ou photos aériennes : la carte de Cassini (XVIIIe siècle), la carte d'état-major (1820-1866) et la période actuelle (1950 à aujourd'hui).

### Lieux-dits, hameaux et écarts
Quelques lieux-dits habités :
- au nord de la commune : Montpertuis, les Calabres, les Barges, les Bernards, les Guinames, Beauregard, Champ Roubeau, Super Bellerive ;
- au sud de la commune : la Grange au Grain, Creux Véry, Chantemerle, les Vignes des Chaputs, les Séchauds, le Moulin Mazan, le Léry.

### Morphologie urbaine
Bellerive-sur-Allier a la particularité de ne pas posséder de centre-bourg ancien. Le développement de la ville, d'abord « effectué à partir de la ville centre de Vichy », où son accès s'effectuait par bac (puis par un pont en fonte depuis 1870, le pont de Bellerive actuel), s'est accentué autour des axes principaux (au bourg, jusqu'à la route no 9, puis à Champ Roubeau (sur la route de Gannat), le long du Sarmon et sur la route de Randan).
Dans la deuxième moitié du XXe siècle, l'urbanisation a progressé vers le sud du centre-ville, avec l'apparition de lotissements dans le quartier de Chantemerle dans les années 1960-1970, puis vers l'ouest et le nord autour de la route de Gannat (Super Bellerive et Les Guinames) dans les années 1970-1980, puis à proximité du centre-ville dans les années 1990 (hameau de Bellevue, rue Emmanuel-Chabrier autour du collège Jean-Rostand). La tache urbaine représentait, en 2010, 387 hectares, contre 101 hectares avant 1950.
Le centre-ville « présente un tissu urbain hétérogène » avec des bâtiments de différentes époques et « une mixité fonctionnelle ». Les implantations ont commencé à la fin du XIXe siècle, avec une forte hétérogénéité de formes bâties et de fonctions, comprenant des logements collectifs à un étage avec activité commerçante au rez-de-chaussée et des constructions pavillonnaires récentes sur les terrains libres.
Entre le pont de Bellerive et les berges, la résidence du Pont d'Allier, construite entre 1974 et 1978, comprend deux hôtels classés deux et trois étoiles, ainsi que les résidences Longchamp et Auteuil.

### Logement
La commune fait partie du périmètre du programme local de l'habitat (PLH) de Vichy Communauté pour la période 2020-2025, approuvé le 5 décembre 2019, remplaçant les anciens PLH de Vichy Val d'Allier 2010-2015 et 2016-2021.
En 2020, la commune comptait 4 840 logements, contre 4 789 en 2014 et 4 652 en 2009.
Parmi ces logements, 86,6 % étaient des résidences principales, 4,9 % des résidences secondaires et 8,5 % des logements vacants. Ces logements étaient pour 69,6 % d'entre eux des maisons individuelles et pour 30,1 % des appartements. Le tissu bâti est très variable puisque l'on retrouve des lotissements pavillonnaires, en retrait de la voirie. L'habitat collectif est largement représenté autour de la mairie (îlot de la cité Clair Matin, avec des bâtiments de 3 à 10 étages érigés dans les années 1960-1970, ou sur l'esplanade François-Mitterrand, avec trois logements issus d'une opération des années 2000), ou encore rue de la Grange-aux-Grains (avec des bâtiments allant jusqu'à 12 étages).
La proportion des résidences principales, propriétés de leurs occupants était en 2020 de 66,1 %, en hausse par rapport à 2014 (65,6 %) mais stable par rapport à 2009. La part de logements HLM loués vides était de 14,8 % en 2020 (contre 14,3 % en 2014).

### Planification de l'aménagement
La loi SRU du 13 décembre 2000 a incité fortement les communes à se regrouper au sein d'un établissement public, pour déterminer les parties d'aménagement de l'espace au sein d'un schéma de cohérence territoriale (SCoT), un document essentiel d'orientation stratégique des politiques publiques à une grande échelle. La commune est dans le territoire du SCoT de Vichy Communauté, approuvé le 18 juillet 2013 sur le territoire de l'ancienne communauté d'agglomération de Vichy Val d'Allier regroupant 23 communes.
Le plan local d'urbanisme (PLU) a été approuvé par le conseil communautaire de Vichy Communauté le 20 septembre 2018, et modifié le 13 février 2020. Il remplace l'ancien PLU approuvé en 2003, révisé en 2014 mais annulé par le tribunal administratif à la suite d'une requête d'un particulier.

### Projets d'aménagement
La ville projette de créer la ZAC des Coteaux du Briandet, d'une superficie de vingt-cinq hectares, avec la construction de 350 logements sur quinze ans. Après enquête publique tenue en septembre et octobre 2012, ce projet a été déclaré d'utilité publique le 10 janvier 2013. La livraison est prévue à la fin des années 2020. En 2016, le nombre de logements prévus a été revu à la baisse, le projet initial étant surdimensionné par rapport aux besoins de la commune.
Elle prévoit également de créer un parc d'activités sur le site de l'ancienne friche de Montpertuis-Palazol.
Près du centre-ville, autour de la salle culturelle Le Geyser, une maison des artistes et un parc urbain sont en cours de création.
Le site de la source intermittente, délaissé par les habitants, est en cours de rénovation afin d'en faire une « place de village » avec une halle commerciale et une nouvelle politique de stationnement. Les travaux ont commencé en 2024, après la rénovation de l'avenue de Vichy.

### Voies de communication et transports

#### Voies routières

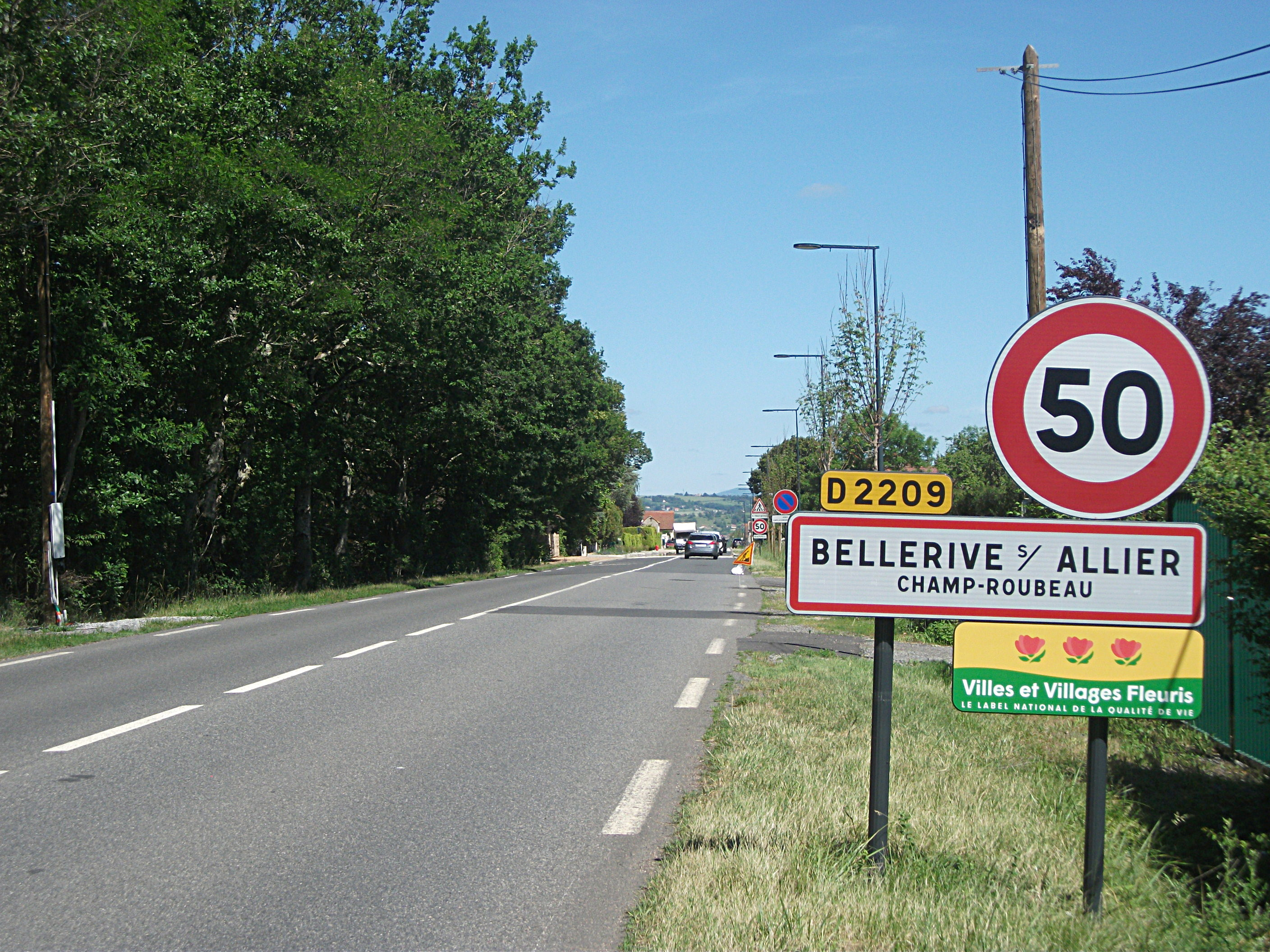
Entrée Ouest de la commune par la RD 2209 à Champ-Roubeau en 2019.

L'agglomération de Vichy, tout comme l'ancienne région Auvergne, se caractérisait par une mauvaise accessibilité routière. D'importants projets routiers ont été menés dans les années 2010 afin de désenclaver la cité thermale, notamment l'autoroute A719 mise en service le 12 janvier 2015 et un contournement sud-ouest (route départementale (RD) 906), mis en service début 2016, et permettant d'accéder aux différents quartiers de Bellerive-sur-Allier.
Le réseau routier départemental est constitué des routes suivantes :
- la RD 2209, ancienne route nationale 209 reliant Gannat à Varennes-sur-Allier. Classée partiellement à grande circulation, cette route, qui emprunte successivement la route de Gannat, l'avenue de Vichy puis l'avenue de la République jusqu'au pont Aristide-Briand (ou pont de Bellerive, ou pont Jacques-Chirac depuis 2023), était empruntée en moyenne par 8 425 véhicules par jour en 2014 sur la portion de route desservant le quartier de Champ-Roubeau[Diag 9] ;
- la RD 1093, ancienne route nationale 493, en direction du sud-ouest de la commune (Les Séchauds), de l'agglomération (Le Bois Randenais, commune de Brugheas) et le nord-est du département du Puy-de-Dôme (Randan, Maringues et Pont-du-Château). Cette route, nommée avenue Fernand-Auberger, était empruntée en moyenne par 6 294 véhicules par jour en 2014[Diag 9] ;
- la RD 984, ancienne route nationale 684, en direction de l'ouest de la commune (mairie, quartier de Monzière), et au-delà vers Serbannes, Effiat et Aigueperse. Cette route, qui s'appelle rue Jean-Jaurès puis rue Adrien-Cavy, était empruntée en moyenne par 3 956 véhicules par jour en 2012[Diag 9] ;
- la RD 6 (route de Charmeil), classée à grande circulation, dessert le nord de la ville. C'est l'axe routier classé le plus fréquenté de la commune, avec 18 152 véhicules par jour en 2012 sur la portion terminale[Diag 9] ;
- son antenne, la RD 6e (route du Pont-de-l'Europe ou avenue de l'Europe), relie le rond-point de l'Europe au pont de l'Europe et à Boutiron (commune de Creuzier-le-Vieux) en desservant le parc omnisports Pierre-Coulon[3].

Trois autres routes départementales assurent une desserte locale :
- la RD 131, de Bellerive-sur-Allier à Hauterive, desservant la zone d'activité de Navarre et la rive gauche d'Abrest ;
- la RD 276 de Bellerive-sur-Allier à Brugheas par le chemin du Moulin-Mazan ;
- la RD 443, par les rues Maurice-Chalus, l'église, la rue Gabriel-Ramin et le quartier de Penaix.

Réseau routier départemental à Bellerive-sur-Allier
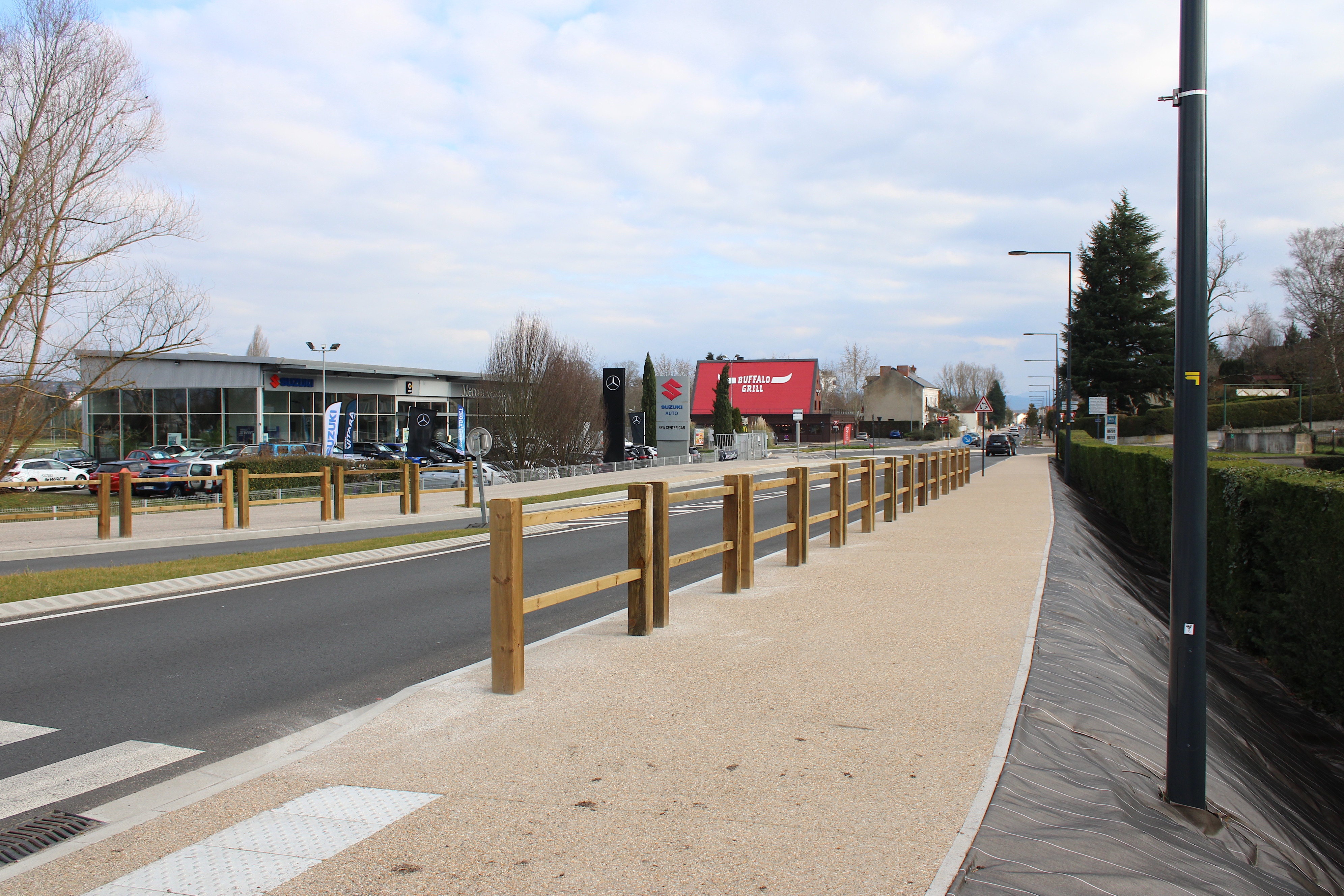
RD 2209 (avenue de Vichy, après rénovation).
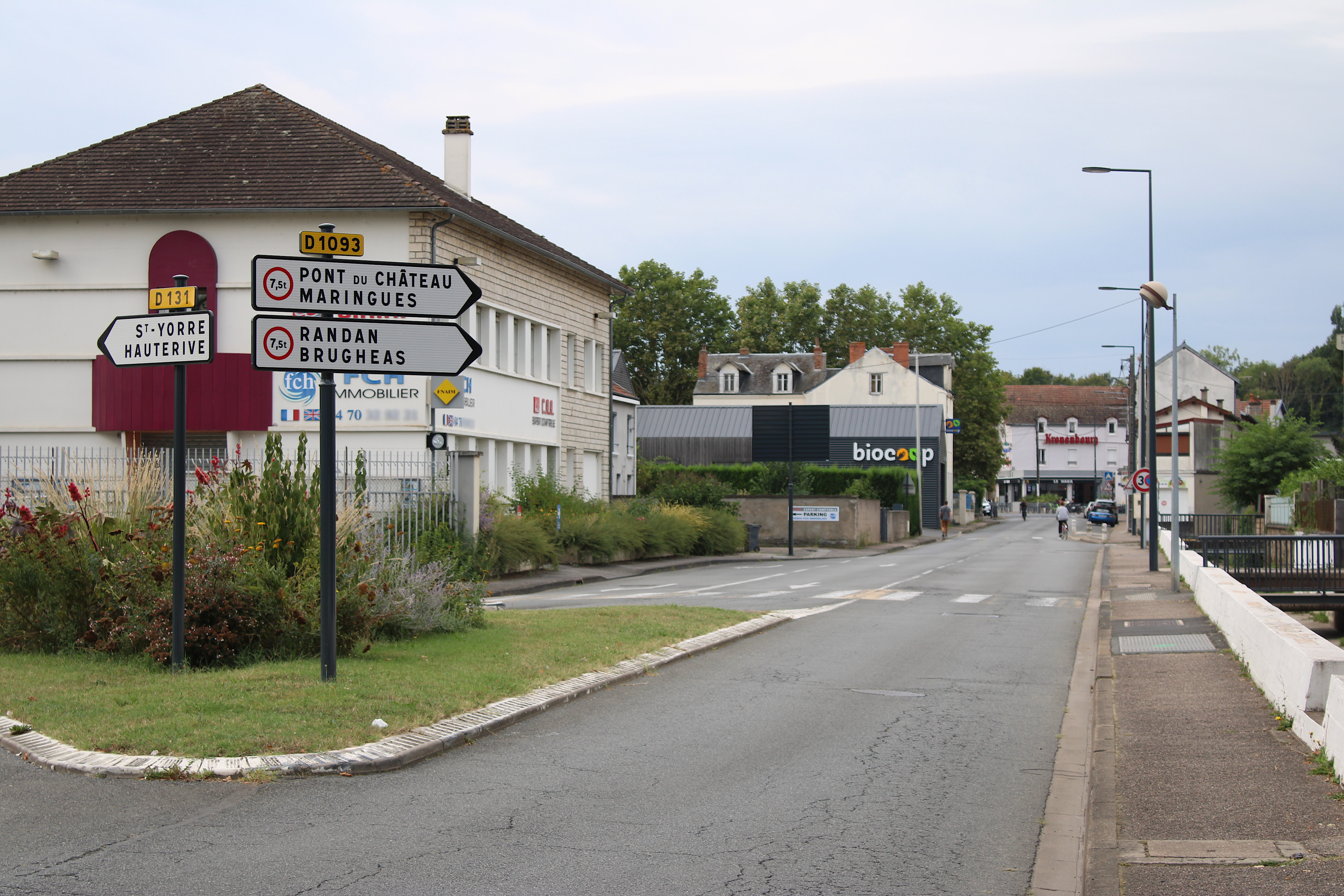
RD 1093 (avenue Fernand-Auberger).
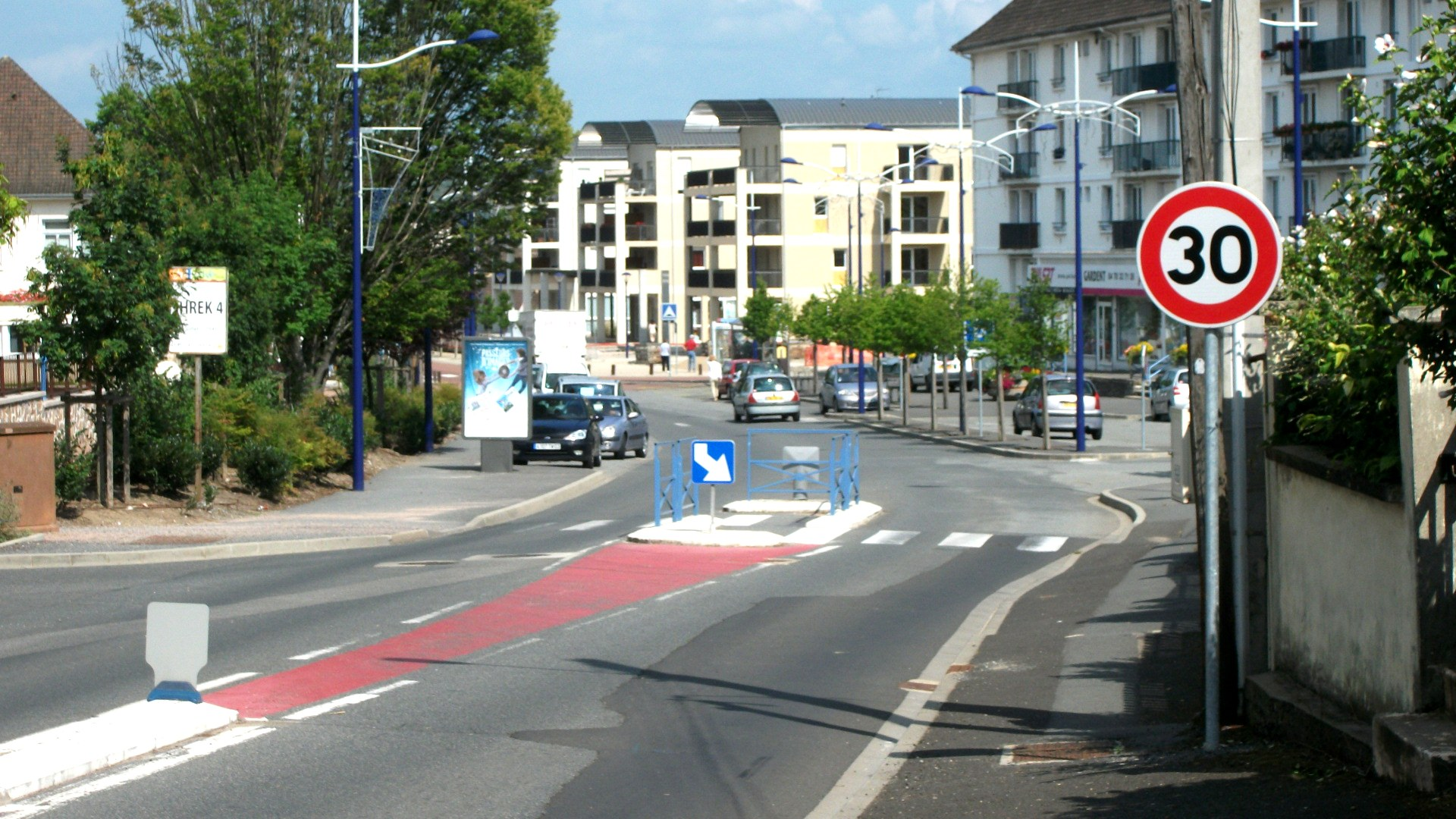
RD 984 (rue Adrien-Cavy).
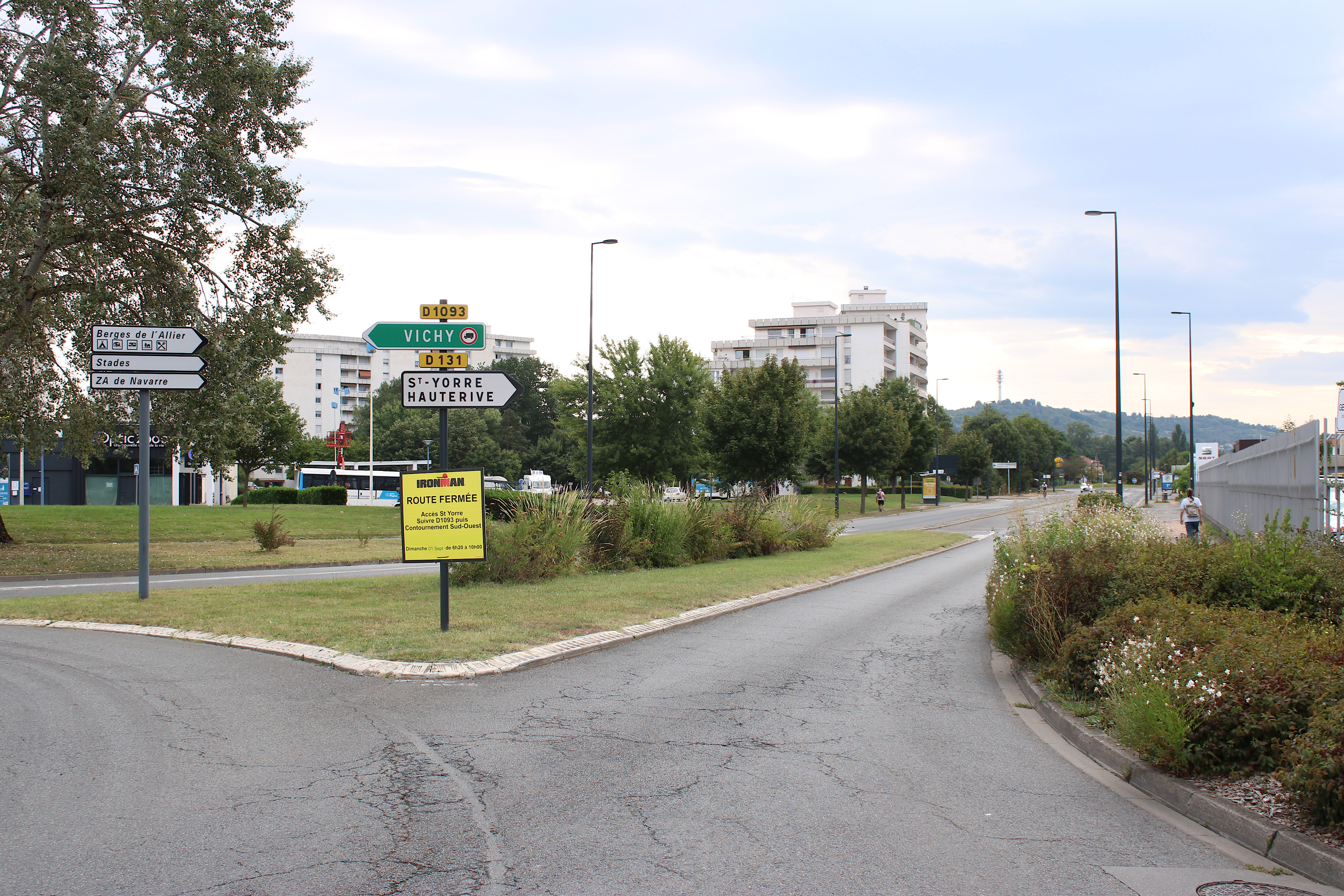
RD 131 (avenue du Général-de-Gaulle).

Les véhicules dont le poids total dépasse 7,5 tonnes ne peuvent pas circuler sur les RD 2209 (avenues de Vichy et de la République), 1093, 984 et 131, depuis l'ouverture du contournement sud-ouest en février 2016, à l'exception de la desserte locale. Des contrôles sont organisés régulièrement par les services municipaux pour vérifier que les poids lourds respectent la réglementation.

#### Transports ferroviaires
La gare ferroviaire la plus proche est située à Vichy. Elle assure les liaisons vers Paris-Bercy (en train Intercités), Moulins, Lyon et Clermont-Ferrand en TER Auvergne-Rhône-Alpes.

#### Transports en commun

##### Lignes urbaines

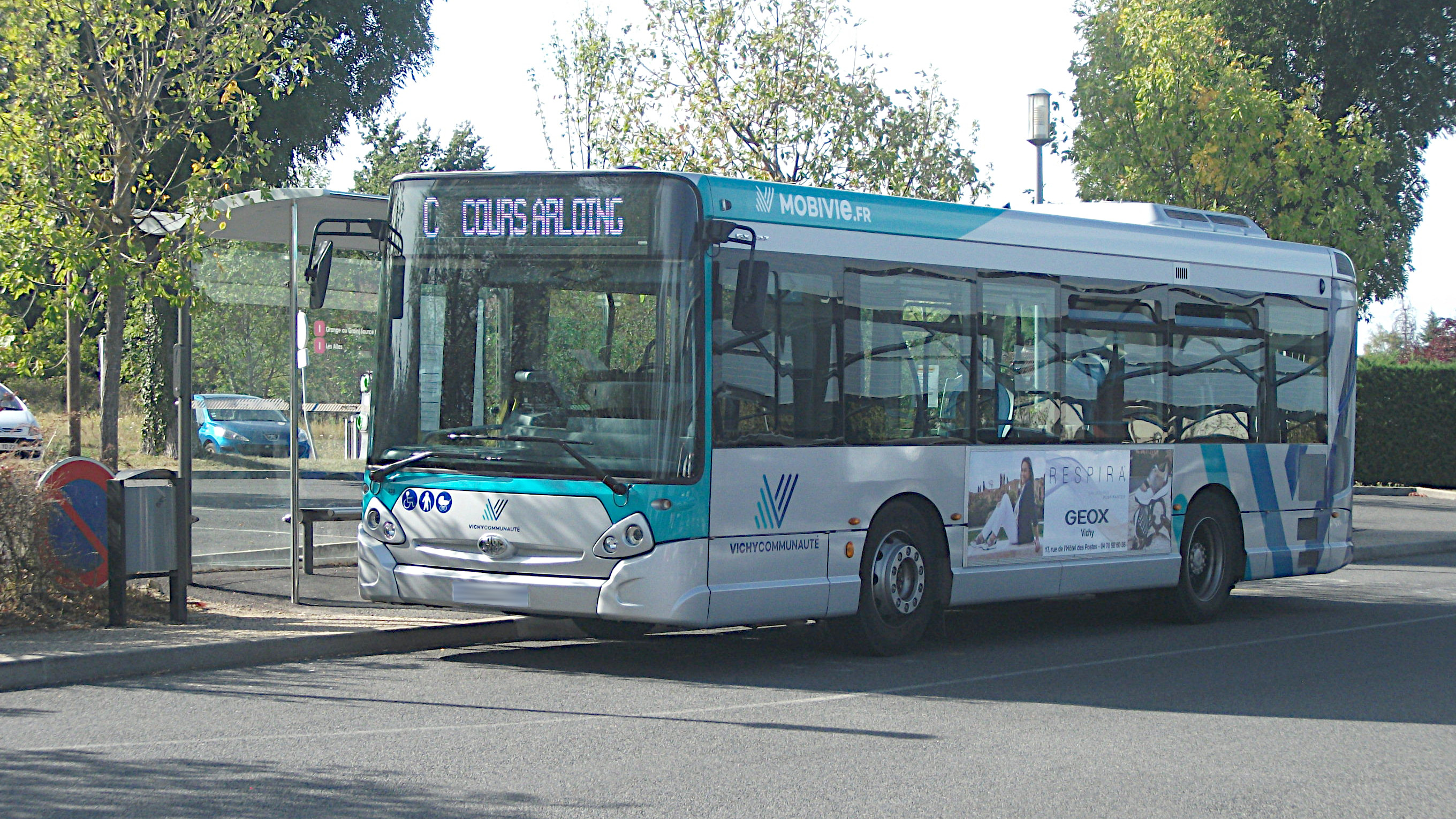
Un bus du réseau MobiVie au terminus Stade Aquatique.

Bellerive-sur-Allier est desservie par quatre lignes du réseau de transport en commun MobiVie :
- la ligne B, reliant le terminus de Côte Saint-Amand au collège Jean-Rostand ou Du Bellay en passant par la gare SNCF, le pont de Bellerive, la zone d'activités de Navarre (arrêt Grange au Grain) et la mairie, à raison d'un bus toutes les vingt minutes du lundi au vendredi (trente minutes le samedi) ; les dimanches et jours fériés ainsi qu'en période estivale, elle dessert le stade aquatique via le collège Jean-Rostand ;
- la ligne C, reliant le cours Arloing (à Cusset) au stade aquatique via le pont de Bellerive et la source intermittente, et fonctionnant du lundi au samedi à raison d'un bus toutes les vingt minutes du lundi au vendredi (trente minutes le samedi) ;
- la ligne G, reliant la gare SNCF de Vichy à la zone d'activités du Bioparc à Hauterive via le pont de Bellerive et l'arrêt Charles-de-Gaulle (desservant le centre commercial Carré d'As), et fonctionnant du lundi au vendredi avec cinq passages par jour et par sens ;
- la ligne I, reliant le quartier des Ailes (au nord de Vichy) à la zone d'activités de Navarre (arrêt Grange au Grain) via le stade aquatique, le collège Jean-Rostand, la mairie de Bellerive et le quartier de Chantemerle, et fonctionnant du lundi au samedi avec douze passages et une fréquence d'un bus par heure.

Un service de transport à la demande (MobiVie sur mesure) vient compléter l'offre de transport urbain pour les quartiers non desservis par une ligne régulière de bus, fonctionnant du lundi au samedi.

##### Lignes interurbaines
La commune est également desservie par deux lignes du réseau Cars Région Allier, géré par la région Auvergne-Rhône-Alpes :
- la ligne B02, reliant Vichy à Montluçon avec un arrêt au centre des métiers du bâtiment, au nord de la commune ;
- la ligne B05, reliant Vichy à Gannat, Bellenaves et Chantelle, avec un arrêt à la source intermittente.

##### Lignes fluviales
Bellerive-sur-Allier est desservie par deux lignes fluviales traversant le lac d'Allier :
- la ligne 1, reliant le port de la Rotonde au golf (ou à l'hippodrome les jours de courses hippiques), de mai à septembre ;
- la ligne 2, reliant le pont Jacques-Chirac aux campings de la rive gauche, de juillet à septembre.

Ces lignes sont assurées avec les navettes La Mouette II et La Pastille.

#### Aménagements cyclables

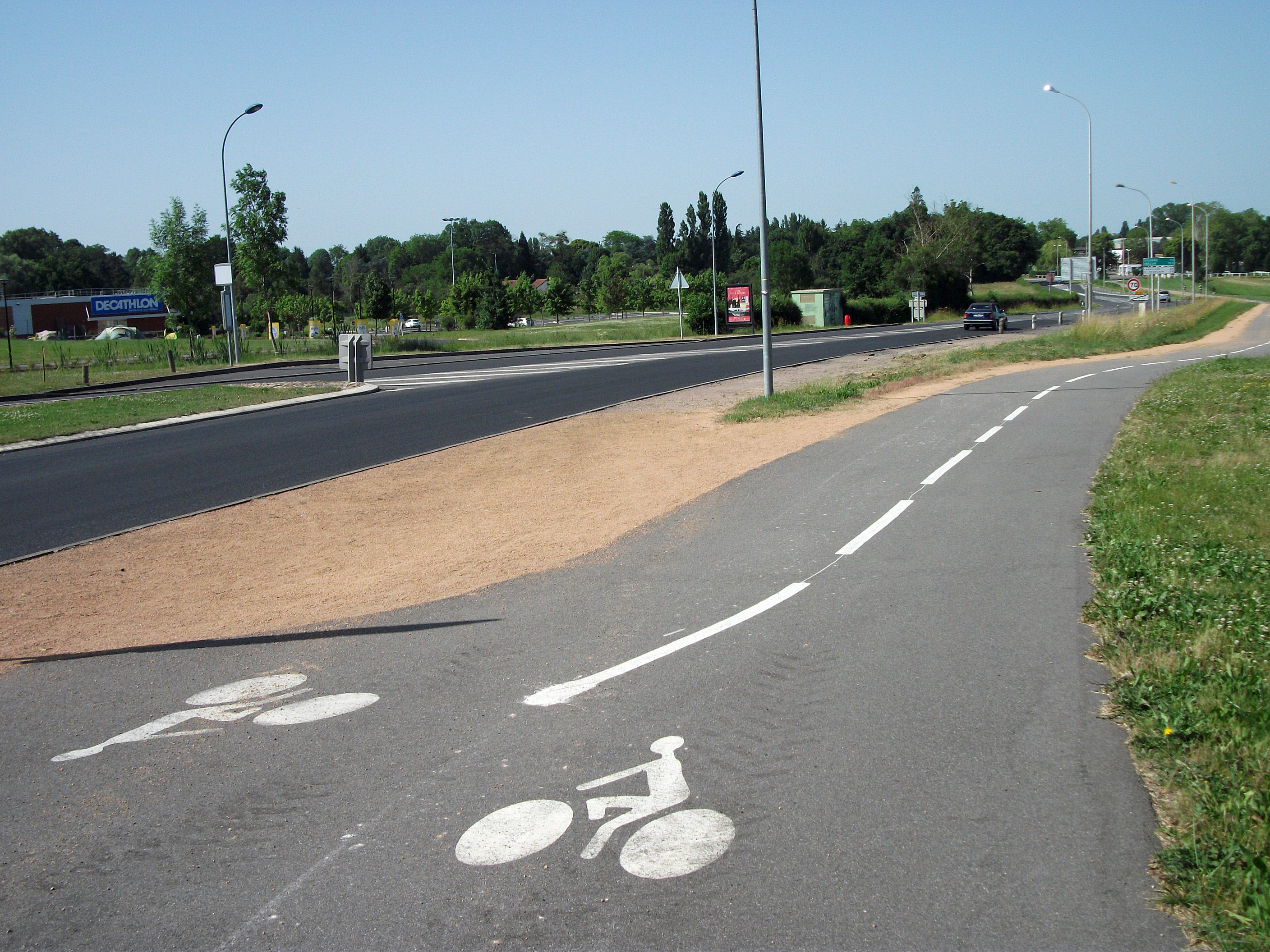
Piste cyclable longeant la route de Charmeil en 2014.

Un schéma directeur d'aménagements cyclables a été élaboré en juin 2009 par l'ancienne communauté d'agglomération de Vichy Val d'Allier et a notamment abouti à la création d'un itinéraire cyclable reliant le pont de Bellerive et le stade aquatique, long de trois kilomètres.
Les aménagements cyclables sont présents sur une partie de la RD 2209, sur les avenues de Vichy et de la République, et sur une portion de la rue Maurice-Chalus, à sens unique entre la rue Jean-Ferlot et l'église (entre deux ralentisseurs). En 2023, la communauté d'agglomération Vichy Communauté réalise un aménagement cyclable le long des routes départementales 6 (entre le CREPS et Charmeil) et 6e (vers Vichy, en prolongement d'une piste déjà existante).
Un itinéraire cyclable du tour du plan d'eau est bouclé en juillet 2011, mais il ne s'agit pas à proprement parler du tour du plan d'eau longeant la rivière.
Après l'aménagement des berges (inauguré en octobre 2019), la communauté d'agglomération Vichy Communauté a réalisé une voie verte reliant le nord et le sud de l'agglomération. La Via Allier, longue de 27 km, relie Billy à Saint-Yorre. Une partie de la boucle des Isles (12,7 km, vers Vichy et Hauterive, puis Abrest via la passerelle SNCF) ainsi que la boucle du Lac (6,3 km) empruntent les berges d'Allier réaménagées.

#### Liaisons pédestres
La commune est traversée par le sentier de grande randonnée 463, reliant Évaux-les-Bains à La Chabanne,.

### Risques naturels et technologiques
La commune est exposée à six risques majeurs : trois naturels (inondation, mouvement de terrain et sismique) et trois technologiques (industriel, rupture de barrage et transport de matières dangereuses),. Elle a élaboré un DICRIM.

#### Risques naturels

##### Risque inondation
Le risque inondation touche la commune. Les crues sont caractérisées par des montées lentes ou rapides du niveau d'eau :
- pour la rivière Allier, ces montées sont lentes ;
- pour les ruisseaux du Sarmon et du Briandet, ces montées sont rapides. Le Sarmon a connu des crues en 1934, 1958 et 1976[44] ; les crues du Briandet, dues à un phénomène pluviométrique d'intensité exceptionnelle, se sont produites les 13 mai 1988[44] et les 25 et 26 août 1997[45].

Les bords de ces cours d'eau et autour des berges peuvent ainsi être inondés. Bellerive-sur-Allier a connu des crues en 1790, octobre 1846, mai 1856, septembre 1866, 1875, 1907, 1913, octobre 1943 (crue mixte avec un débit de 2 300 m3/s), décembre 1973 (1 200 m3/s) et décembre 2003 (1 660 m3/s à Saint-Yorre),.
Pour le seul risque d'inondation, quatre plans de prévention des risques naturels ont été établis :
- un pour les bassins de l'Allier (inondation, prescrit le 27 mai 1998 et approuvé le 26 juillet 2001)[46] ;
- un pour les bassins du Sarmon et du Briandet (inondation, prescrit en 2000 et approuvé en 2001)[44] ;
- un concernant l'agglomération de Vichy, pour l'aléa « crue à débordement lent de cours d'eau », prescrit le 5 octobre 2016 et approuvé le 17 octobre 2018[43] ;
- un concernant les affluents de l'Allier, pour l'aléa « crue torrentielle ou à débordement lent de cours d'eau », prescrit le 13 décembre 2018[43].

Les zones les plus concernées sont la zone d'activité du Carré d'As et les équipements sportifs situés au nord de la commune, dont le parc omnisports Pierre-Coulon.

##### Autres risques naturels
La commune est exposée au risque mouvement de terrain par retrait-gonflement des argiles. Les trois-quarts du territoire communal sont en aléa faible ; la partie ouest est quant à elle concernée par un aléa fort. Un plan de prévention de ce risque a été approuvé le 22 août 2008.
La commune est en zone de sismicité faible (niveau 2),.

#### Risques technologiques
Bellerive-sur-Allier n'abrite aucune installation industrielle, malgré la présence d'un ancien site industriel classé SEVESO : le site Manurhin Défense, en activité de 1938 à 2007 au nord de la commune, exploitait une « activité pyrotechnique soumise à autorisation avec servitudes ».
La rupture du barrage de Naussac engendrerait une inondation, mais « la probabilité de rupture est très faible ».
Enfin, la ville est concernée par le risque « transport de matières dangereuses », expliquant en partie l'interdiction de circulation des poids lourds sur le territoire communautaire de Vichy Val d'Allier (les routes départementales 2209 — classée partiellement à grande circulation — et 1093 pouvant être empruntées par cette catégorie de véhicules).
Il existe une canalisation de gaz naturel (de 150 mm de diamètre) à l'extrême nord du territoire communal,.

## Toponymie

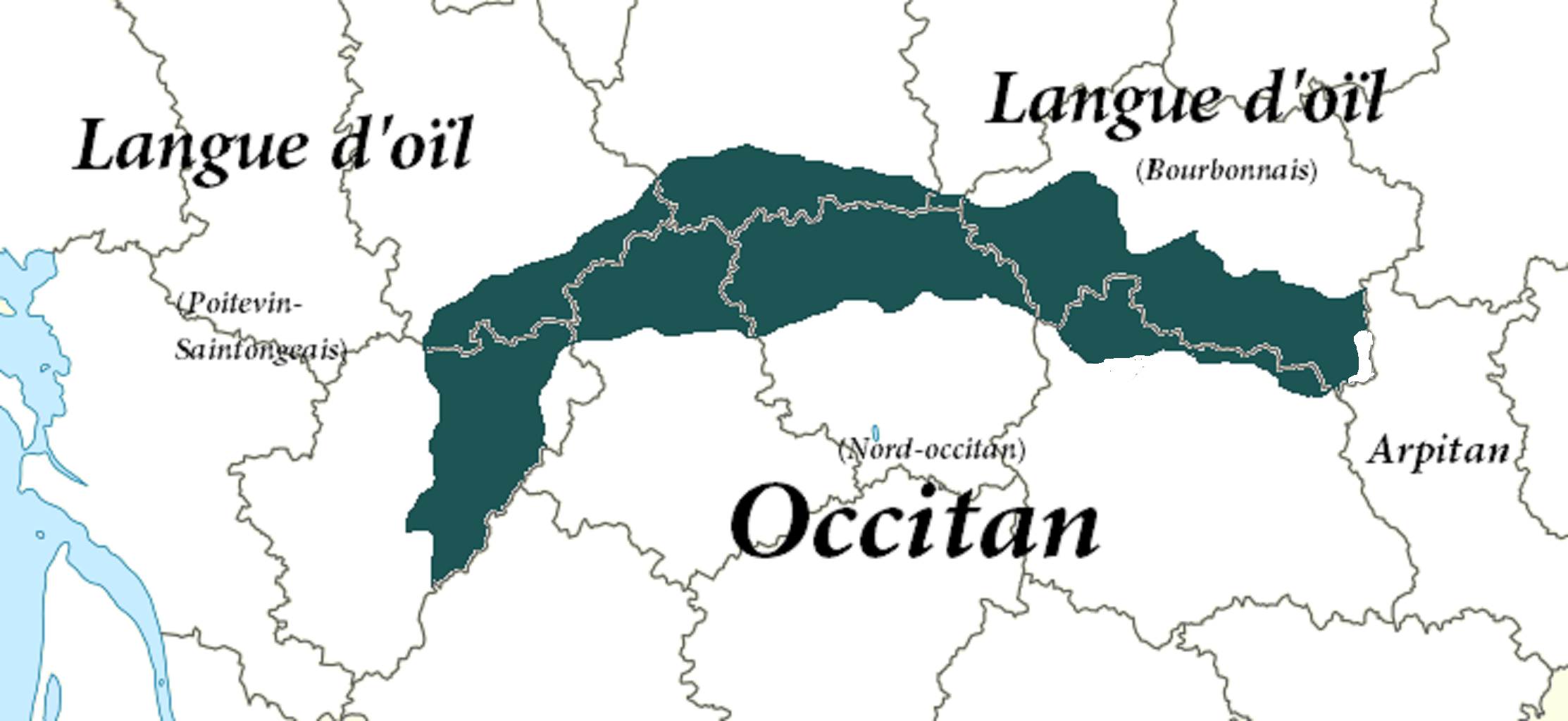
Carte linguistique du Croissant dont fait partie Bellerive-sur-Allier.

En 1793 (An II), la commune, à sa création, prit le nom de Vesse, nom que portait déjà le village situé sur les hauteurs. Il vient du bourbonnais « vaisse »qui dérive lui même du gotique washjan.
Sous le Bulletin des lois en 1801, il a été légèrement modifié : Vaisse (la prononciation reste identique) puis de nouveau Vesse. Le 23 janvier 1903, Joseph Bégonin, maire de 1894 à 1910, faisait valider par son conseil municipal, son souhait de renommer la commune en « Bellerive-sur-Allier ».

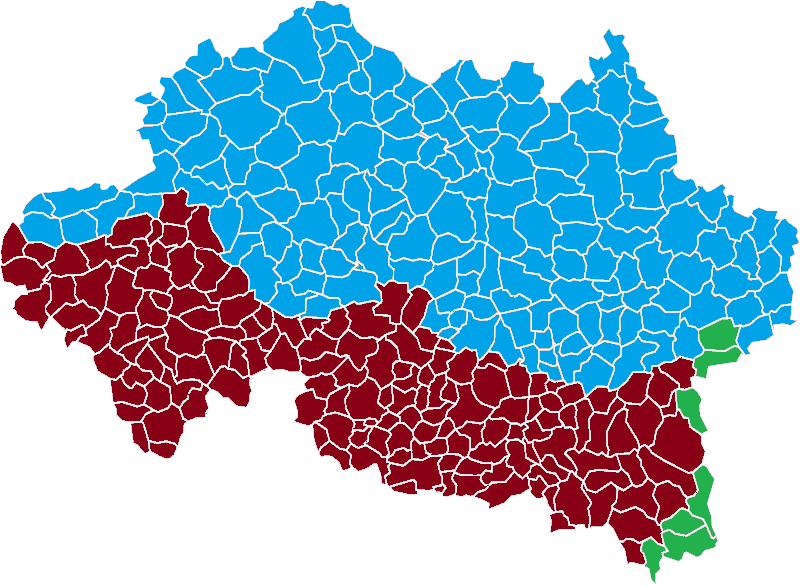
Carte linguistique de l'Allier selon lAtlas sonore des langues régionales. En rouge sombre, les parlers du Croissant.

Ce nom s'appuie sur l'hydronyme Allier (venant du latin Elaver, plus tard Elaris), qui marque la limite orientale de la commune et que l'on retrouve dans de nombreux noms de communes où passe cette rivière. Bellerive-sur-Allier est le nom de commune le plus récent du département.
Bellerive-sur-Allier fait partie comme Vichy et son agglomération de la moitié sud de l'Allier où est traditionnellement parlé le bourbonnais du Croissant. Le Croissant est une zone où la langue d'oc et la langue d'oïl se rejoignent et se mélangent,.

## Histoire

### Antiquité
Un pont de bois antique recouvert par le lit de la rivière a été découvert. Il a subi plusieurs réparations. Quelques alignements de palées avec un système de contrefiches atteignaient six mètres, autorisant une circulation à double sens.

#### Atelier de poterie gallo-romaine de Terre-Franche
Le site archéologique de Terre-Franche est décrit en 1846 et confirmé par quatre auteurs de 1864 à 1905, mais en le localisant à Laramas, lieu-dit de la commune voisine de Brugheas. En réalité, il est situé à 400 m du chemin de grande communication no 10, sur la route de Randan, entre La Rama et le quartier de Chantemerle. La voie romaine Clermont-Vichy par Aubiat et Randan passait par le site. Le « Champ des Potiers » est en forme de trapèze de 91 m de hauteur. Des fouilles ont été menées à partir de 1957 montrant l'existence d'ateliers de céramique gallo-romaine du IIe siècle tenus par des maîtres-potiers et artisans.
De la céramique sigillée (parmi des moules, vases, vaisselle tournée à glaçure rouge dont des mortiers) provient des fouilles de ce champ. Les ateliers de Terre-Franche ont connu une activité maximale au IIe siècle jusqu'à décroître au IVe siècle.

### Époques moderne et contemporaine
En 1814, un forage artésien d'une profondeur de 160 m a été réalisé par M. Brosson, sur une source située au lieu-dit du Pré Salé, à proximité du pont de Vichy. L'eau en a été analysée le 26 avril 1844 : « eau limpide, sans couleur, d'une odeur un peu bitumineuse, de goût saumâtre, dégageant des bulles de gaz lorsqu'elle est versée dans un vase ». Sa température est de 27 °C. Cette eau est connue sous le nom de source intermittente, appelant « une foule de curieux venant attendre autour de la source ». L'intermittence dure 1 h 27 ; le jaillissement dure douze minutes. Sieur Martinet est le gardien de la source. Plus au nord, la source Boussange est captée en 1902 pour alimenter les sources de Vichy par canalisation souterraine.
En 1836, Vesse n'était qu'une modeste commune rurale de 870 habitants ; les trois quarts vivaient dans des écarts ou hameaux. Les communications n'étaient pas aisées du fait de l'absence de connexion fiable avec Vichy par un pont qui a connu plusieurs crues. Dès 1861, la population commence à augmenter avec l'expansion de Vichy et de Vesse (puis Bellerive) elle-même. Le pont de Vesse, connu actuellement sous le nom de pont de Bellerive, est mis en service en 1870, mais ne sera inauguré qu'en 1932.
Le nom de « Vesse » donnait une vision négative au détriment de Vichy qui bénéficiait d'une vision bien plus large avec l'influence de Napoléon III. Sous l'impulsion de Joseph Bégonin, la commune de Vesse a changé de nom par délibération du conseil municipal le 23 janvier 1901. On lui accorde le nom de « Bellerive-sur-Allier », « dénomination plus conforme à la topographie [du] territoire ». Le décret présidentiel est paru au Journal officiel et ce nom est officiellement modifié le 23 janvier 1903.
Depuis les années 1960, la ville a connu une urbanisation conséquente. La municipalité a décoré deux carrefours giratoires :
- au carrefour entre la route nationale 209 (à l'époque) et la route départementale 6, le rond-point de Boussange a été mis en service en 2002. La communauté d'agglomération de Vichy Val d'Allier, en présence de René Bardet, son président, inaugure ce carrefour le 13 juillet 2005, comprenant un aménagement paysager de 23 roseaux symbolisant les 23 communes de l'agglomération[BEL 8] ;
- au carrefour entre l'avenue de la République, l'avenue de Russie et la rue de la Perche, est aménagé le rond-point de la République, inauguré le 14 juillet 2007[63]. La municipalité installe en décembre 2008 trois totems du texte intégral de la Déclaration universelle des droits de l'homme à l'occasion de son 60e anniversaire.

Le centre-ville s'est reconstruit avec, comme dernier aménagement notable, l'esplanade François-Mitterrand, située au sud de la rue Adrien-Cavy, de l'autre côté de la mairie. Inaugurée le 19 novembre 2011, elle comprend trois bâtiments. Ce dernier plan d'aménagement a permis de « reconquérir la friche urbaine » et a coûté 3 400 000 €.
Les abords de l'église Saint-Laurian ont été réaménagés fin 2012 pour un montant d'environ 330 000 € offrant une vue dégagée depuis le parvis. Le quartier République est aussi réaménagé, autour de la Source Intermittente, pour un montant de 140 000 €.

## Politique et administration

### Découpage territorial
La commune de Bellerive-sur-Allier est membre de la communauté d'agglomération Vichy Communauté, un établissement public de coopération intercommunale (EPCI) à fiscalité propre créé le 1er janvier 2017 dont le siège est à Vichy. Ce dernier est par ailleurs membre d'autres groupements intercommunaux.
Sur le plan administratif, elle est rattachée à l'arrondissement de Vichy depuis 1941. Elle était d'abord membre du district de Gannat en 1793, devenu l'arrondissement de Gannat en 1801 ; la commune est passée en 1926 dans l'arrondissement de Lapalisse ; le chef-lieu est transféré à Vichy en 1941. Elle faisait également partie de l'ancien canton de Brugheas en 1793, puis du canton d'Escurolles de 1801 à 2015.
Sur le plan électoral, elle dépend du canton de Bellerive-sur-Allier dont elle est le bureau centralisateur pour l'élection des conseillers départementaux, depuis le redécoupage cantonal de 2014 entré en vigueur en 2015, et de la troisième circonscription de l'Allier pour les élections législatives, depuis le dernier découpage électoral de 2010.

### Élections municipales et communautaires

#### Élections de 2020
Le conseil municipal de Bellerive-sur-Allier, commune de plus de 1 000 habitants, est élu au scrutin proportionnel de liste à deux tours (sans aucune modification possible de la liste), pour un mandat de six ans renouvelable. Compte tenu de la population communale, le nombre de sièges à pourvoir lors des élections municipales de 2020 est de 29. Les vingt-neuf conseillers municipaux sont élus au premier tour avec un taux de participation de 42,82 %, se répartissant en vingt-quatre issus de la liste du maire sortant François Sennepin, deux issus de la liste de Guillaume Desmoules, deux issus de la liste de Bruno Bonjean et un issu de la liste de Grégory Chambon. Réélu le 26 mai 2020,, François Sennepin est élu à la mairie depuis le 22 novembre 2018,. Il succède à Jérôme Joannet, maire de 2014 à 2018, contraint de démissionner en raison d'une incompatibilité de cumul de mandats, conséquence d'un transfert de compétence.
Les six sièges attribués au conseil communautaire de la communauté d'agglomération Vichy Communauté sont tous issus de la liste de François Sennepin.
Le conseil municipal est également composé de sept adjoints.

#### Chronologie des maires
| Période                                  | Période                     | Identité                   | Étiquette             | Qualité |
| ---------------------------------------- | --------------------------- | -------------------------- | --------------------- | --- |
| 1945                                     | 1962                        | Fernand Auberger           | SFIO                  | Instituteur Conseiller général du canton d'Escurolles (1945-1962) |
| 1962                                     | juin 1983                   | Pierre Corniou             | SFIO puis PS puis MRG | Ingénieur chimiste |
| juin 1983                                | mars 1989                   | Jean Dubessay              | RPR                   | Enseignant Conseiller général du canton d'Escurolles (1985-1993) |
| mars 1989                                | juin 1995                   | Pierre Corniou (2d mandat) | MRG                   | Ingénieur chimiste Conseiller général du canton d'Escurolles (1967-1985) |
| juin 1995                                | mars 2001                   | Jean Dubessay (2d mandat)  | RPR                   | Enseignant |
| mars 2001                                | mars 2014                   | Jean-Michel Guerre         | PS                    | Organiste Vice-président du conseil régional d'Auvergne chargé de l'attractivité des territoires et des politiques contractuelles régionales Président de la communauté d'agglomération de Vichy Val d'Allier (2008-2014) |
| mars 2014                                | novembre 2018 (démission)   | Jérôme Joannet             | DVD                   | Directeur de l'office de tourisme de Vichy Conseiller communautaire |
| 22 novembre 2018, (réélu le 26 mai 2020) | En cours (au 28 avril 2021) | François Sennepin,         | DVD                   | 6e vice-président de la communauté d'agglomération Vichy Communauté chargé de l'enseignement supérieur et du pôle métropolitain (depuis 2020)                                                                             |

### Autres élections
Aux élections présidentielles de 2002, 2007 et 2012, les Bellerivois ont largement voté pour le candidat UMP (Jacques Chirac avec 83,09 % des voix en 2002 ; Nicolas Sarkozy avec 59,28 % des voix en 2007 et avec 53,08 % des voix en 2012 malgré sa défaite au profit de François Hollande, élu président).
Aux élections législatives de ces trois années, ils ont en majorité voté pour le député PRG Gérard Charasse, qui a été élu dans la quatrième circonscription en 2007 (50,69 % des voix) puis dans la troisième circonscription en 2012 (51,58 % des voix).
Les élections municipales de 2008 ont vu la réélection de Jean-Michel Guerre (liste de gauche « Ensemble pour Bellerive », avec 49,39 % des voix au second tour et vingt-deux sièges. Il était opposé à Jean-Pierre Deschamps (liste DVD « Bellerive Alternative », six sièges), Bruno Bonjean (liste DVG « Bellerive se ressource », un siège).
À l'issue des élections municipales de 2014, le maire sortant (Jean-Michel Guerre, tenant la liste divers gauche « Bellerive au cœur » s'est représenté mais a été battu par un candidat de droite (Jérôme Joannet, liste « Bellerive avenir »), au premier tour. En toute logique, seules deux listes étaient présentes. Vingt-neuf sièges ont été pourvus dont six au conseil communautaire de Vichy Val d'Allier.
Aux élections départementales de 2015, le binôme Isabelle Goninet - Jean-Jacques Rozier, obtenant 43,44 % des suffrages exprimés, est élu dans le canton au second tour (42,96 % des voix). 53,65 % des électeurs ont voté (soit un point de moins que dans le canton).

### Finances communales
Le budget 2020 s'élevait à 12,67 millions d'euros en fonctionnement et à 1,9 million d'euros en investissement.
La dette par habitant s'élèvait à 714 € par habitant en 2020, contre 803 € en 2015 et 832 € en 2014.

### Jumelages
Au 4 mai 2021, Bellerive-sur-Allier est jumelée avec deux communes :
- Hadamar (Allemagne) depuis le 28 octobre 1973[90] ;
- Impruneta (Italie) depuis le 21 mai 1988[90].

## Équipements et services publics

### Eau, assainissement et déchets
La gestion de l'eau potable est assurée, depuis le 1er janvier 2020, par la communauté d'agglomération Vichy Communauté. Auparavant, Bellerive-sur-Allier adhérait au syndicat intercommunal à vocation multiple (SIVOM) de la Vallée du Sichon, créé en 1949 et gérant, pour la commune, 87 km de conduite d'eau potable,.
La gestion de l'assainissement est également assurée par la communauté d'agglomération, propriétaire de la station d'épuration de Vichy-Rhue, à Creuzier-le-Vieux, qui traite les effluents. Au 31 décembre 2014, le réseau était composé de 71,6 km d'eaux usées, 84,5 km d'eaux pluviales, 0,6 km d'eaux unitaires et huit postes de refoulement.
Bellerive-sur-Allier est l'une des trois communes de Vichy Communauté à participer à la collecte sélective des déchets. La déchèterie la plus proche est située à Charmeil. La gestion des espaces publics et le nettoyage de la voirie restent à la charge de la commune.

### Espaces publics

#### Les parcs de la ville

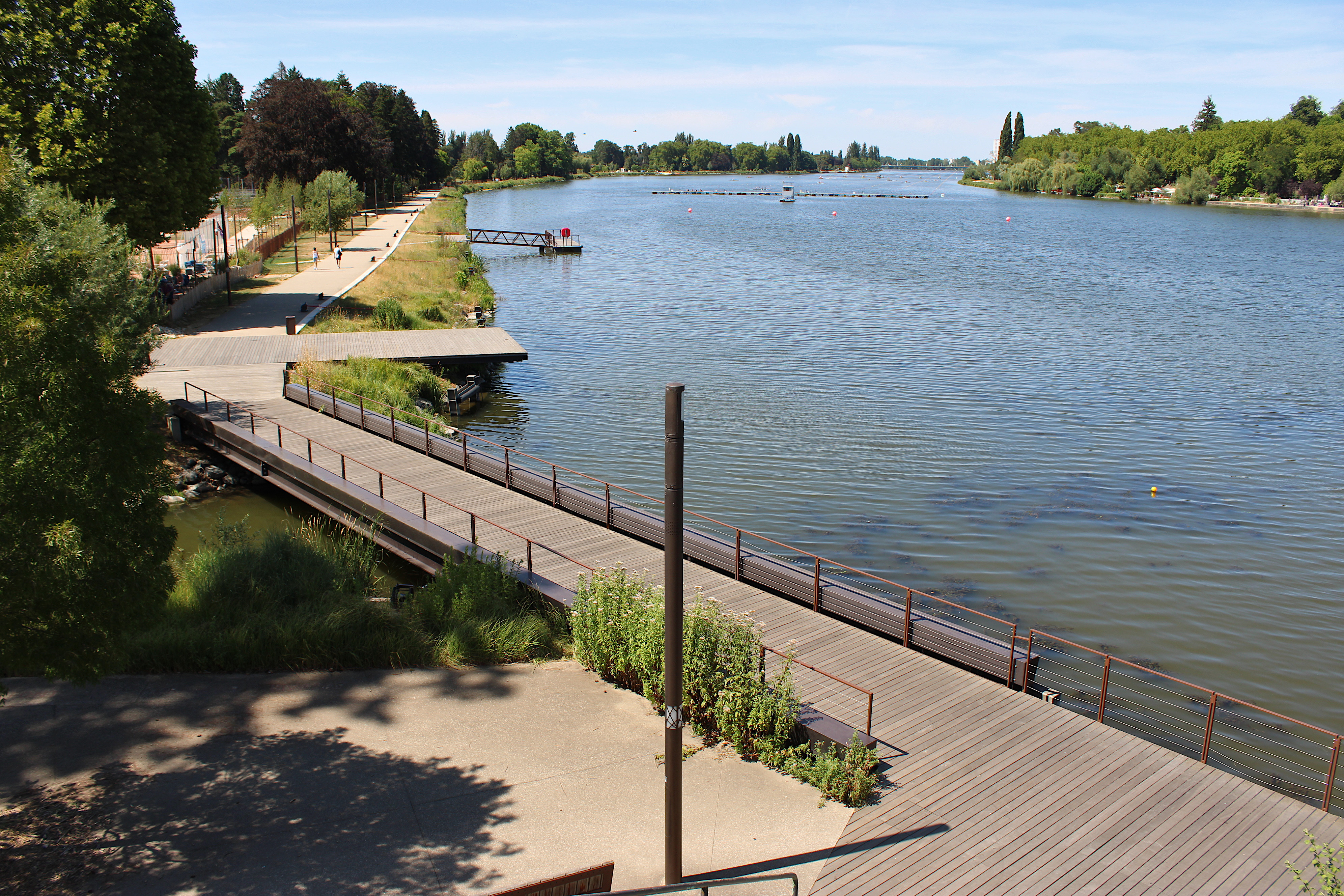
Berges de l'Allier rénovées depuis le pont Jacques-Chirac, vers l'aval, en juillet 2025.

Il existe plusieurs parcs sur le territoire communal.
En bordure de la rivière Allier, les berges de l'Allier ont été rénovées dans le cadre du projet « Les Belles Rives d'Allier », porté par la communauté d'agglomération et inscrit à l'échelle du pôle métropolitain Clermont Vichy Auvergne ; elles ont été inaugurées le 5 octobre 2019. En amont du pont Jacques-Chirac, le parc du pont d'Allier comprend une aire de jeux pour enfants et une base de loisirs, et donne accès aux restaurants de la boucle des Isles.
Le parc omnisports Pierre-Coulon — bien que situé sur le territoire communal de Bellerive-sur-Allier, il appartient à la commune voisine de Vichy — comprend notamment, sur 120 hectares, des terrains de tennis et un parcours de santé.
Le verger et le parc du château du Bost, situé à l'ouest de la commune, comprend une aire de jeux.
Le parc de la Source Intermittente accueille des événements, des marchés, des concerts et des brocantes et comprend un boulodrome.
En 2013, la commune avait inauguré le jardin des Jeunes Européens, le square des 80-Parlementaires (en présence du maire et de Claude Bartolone, président de l'Assemblée nationale), ainsi que le parc de jeux Joseph-Bégonin.

#### Actions environnementales
Depuis 2014, la commune utilise des procédés alternatifs aux produits phytosanitaires (démarche « zéro phyto ») pour le traitement des espaces verts : désherbage thermique, tonte différenciée, hydromulching, etc. Ses actions ont permis l'obtention du label « Terre saine, communes sans pesticides » du ministère de la Transition écologique et solidaire en 2019.
Elle est également labellisée au concours des villes et villages fleuris, avec trois fleurs depuis 2019.

### Enfance
Les enfants de 0 à 3 ans peuvent être accueillis à la crèche familiale Robert-Debré, au sein du pôle enfance Pierre-Corniou,, situé près de la mairie et géré par la communauté d'agglomération Vichy Communauté.

### Enseignement
Bellerive-sur-Allier dépend de l'académie de Clermont-Ferrand et gère quatre écoles primaires.

#### Établissements éducatifs
Les écoles de la commune sont concentrées « dans un périmètre proche de l'église et de la mairie ».
Les élèves commencent leur scolarité dans l'une des deux écoles maternelles (Alexandre-Varenne et Jean-Zay), puis dans l'une des deux écoles élémentaires (Jean-Baptiste-Burlot et Marx-Dormoy). Ces quatre écoles accueillaient 567 élèves pour l'année scolaire 2015-2016.
Ils poursuivent leur scolarité au collège public Jean-Rostand, situé rue Jean-Ferlot (448 élèves pour l'année scolaire 2015-2016) puis au lycée Albert-Londres de Cusset.
Le premier collège de la ville, créé en 1964 dans le pôle Burlot, prit le nom de Jean-Macé. Un nouveau collège est construit en 1987 et prend le nom de Jean-Rostand en 1993.

#### Établissements spécialisés
L'institut médico-éducatif L'Aquarelle forme les jeunes handicapés de 14 à 20 ans.
Le centre des métiers du bâtiment forme les apprentis aux métiers du bâtiment. Il est installé au nord de la commune.

### Culture
- L'école de musique Jean-Michel-Guerre[Note 9] est située à l'est du château du Bost. Elle est rattachée au conservatoire artistique de Vichy Communauté (issu de la fusion des écoles de musique de Vichy, Cusset, Bellerive-sur-Allier, Saint-Yorre et Saint-Germain-des-Fossés) et forme les élèves à divers styles et instruments musicaux[BEL 26].
- L'espace Jean-Dubessay[Note 10], anciennement espace Monzière, situé à l'ouest de la ville, accueille des séminaires et des congrès[BEL 27].
- La Ferme modèle : le site, localisé rue Jean-Zay, comprend une médiathèque ouverte au public depuis le 20 janvier 2017[BEL 28],[BEL 29],[BEL 30] et un marché bio est organisé le mercredi[BEL 28].
- Le Geyser est une salle de spectacle, inaugurée en septembre 2008, disposant de près de 200 places[BEL 31].
- Le théâtre de verdure est un théâtre plein air pouvant accueillir des concerts. Construit en 1964 par les architectes Louis et Jean Marol, il est voisin du parc omnisports Pierre-Coulon et de la maison des jeunes et de la culture. Il peut accueillir 3 400 spectateurs. Longtemps laissé à l'abandon, il a été rénové en 2021[104].

### Santé
Les hôpitaux les proches sont situés à Vichy, en rive droite. Le centre hospitalier Jacques-Lacarin et la polyclinique La Pergola assurent les urgences.

### Justice, sécurité, secours et défense
Bellerive-sur-Allier dépend de la cour administrative d'appel de Lyon, de la cour d'appel de Riom, du tribunal administratif de Clermont-Ferrand, du tribunal de proximité de Vichy et des tribunaux judiciaire et de commerce de Cusset.
La commune dépend du commissariat de police de Vichy ; une gendarmerie est implantée sur le territoire communal.
Les premières caméras de vidéoprotection ont été installées en 2019 aux carrefours importants de la ville (place de la Source-Intermittente, carrefours giratoires de Boussange et du Carré d'As), au COSEC et près de la halle multi-activités ; ce dispositif a coûté 149 000 € hors taxes à la municipalité. En 2024, la ville compte 77 caméras (la majorité d'entre elles sont installées le long des berges et au centre omnisports) et envisage d'installer une caméra mobile (près de la mairie ou dans un quartier résidentiel).

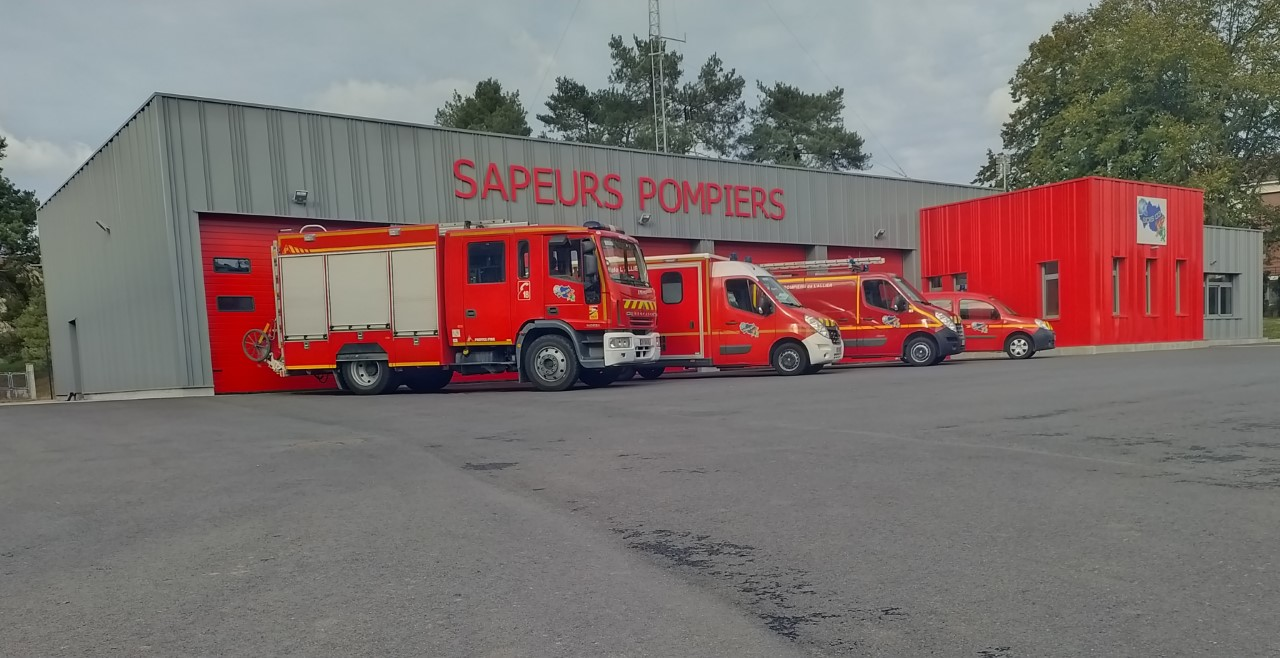
Nouveau centre de secours.

La commune dispose également d'un centre d'incendie et de secours situé 1 rue Jean-Macé, créé en 1888. Il est géré par le SDIS 03. Il compte 36 sapeurs-pompiers volontaires, qui ont effectué en 2023, 914 interventions. Le centre de secours dispose de quatre véhicules : un véhicule de secours et d'assistance aux victimes (VSAV), un fourgon pompe-tonne (FPT), un véhicule tout usage (VTU) et un véhicule léger (VL). Une nouvelle caserne, de 560 m2, a été livrée en avril 2022 et inaugurée le 5 novembre en présence des autorités départementales et locales et des sapeurs-pompiers de Hadamar, l'une des villes jumelées. Une section de jeunes sapeurs-pompiers a ouvert en janvier 2023, afin de faire découvrir les techniques de lutte contre l'incendie, apprendre les gestes qui sauvent, faire du sport et participer à des manœuvres.

## Population et société

### Démographie
En raison de sa proximité avec Vichy et de la mise en service du pont de Bellerive, la commune a vu sa population croître rapidement (8 898 Bellerivois et Bellerivoises en 2022) au point que Bellerive représente moins de la moitié de la population de son canton (19 501 habitants en 2022), dont elle est le bureau centralisateur depuis sa création en 2015.

#### Évolution démographique
L'évolution du nombre d'habitants est connue à travers les recensements de la population effectués dans la commune depuis 1793. Pour les communes de moins de 10 000 habitants, une enquête de recensement portant sur toute la population est réalisée tous les cinq ans, les populations de référence des années intermédiaires étant quant à elles estimées par interpolation ou extrapolation. Pour la commune, le premier recensement exhaustif entrant dans le cadre du nouveau dispositif a été réalisé en 2005.

En 2022, la commune comptait 8 898 habitants, en évolution de +4,67 % par rapport à 2016 (Allier : −1,38 %, France hors Mayotte : +2,11 %).
| 1793 | 1800 | 1806 | 1821 | 1831 | 1836 | 1841 | 1846 | 1851  |
| ---- | ---- | ---- | ---- | ---- | ---- | ---- | ---- | ----- |
| 580  | 580  | 752  | 691  | 813  | 870  | 897  | 951  | 1 016 |

| 1856  | 1861  | 1866  | 1872  | 1876  | 1881  | 1886  | 1891  | 1896  |
| ----- | ----- | ----- | ----- | ----- | ----- | ----- | ----- | ----- |
| 1 034 | 1 058 | 1 306 | 1 296 | 1 278 | 1 408 | 1 505 | 1 606 | 1 762 |

| 1901  | 1906  | 1911  | 1921  | 1926  | 1931  | 1936  | 1946  | 1954  |
| ----- | ----- | ----- | ----- | ----- | ----- | ----- | ----- | ----- |
| 1 931 | 2 104 | 2 333 | 2 361 | 2 890 | 3 287 | 3 363 | 3 752 | 4 008 |

| 1962  | 1968  | 1975  | 1982  | 1990  | 1999  | 2005  | 2006  | 2010  |
| ----- | ----- | ----- | ----- | ----- | ----- | ----- | ----- | ----- |
| 5 367 | 5 953 | 7 317 | 8 188 | 8 543 | 8 448 | 8 408 | 8 418 | 8 546 |

| 2015  | 2020  | 2022  | - | - | - | - | - | - |
| ----- | ----- | ----- | - | - | - | - | - | - |
| 8 501 | 8 844 | 8 898 | - | - | - | - | - | - |

Entre 2014 et 2020, la commune a enregistré un taux de variation faible (0,6 %), dû à un solde naturel négatif (−0,9 %) que compense le solde migratoire positif de 1,5 %. Néanmoins, le taux de mortalité (16,1 ‰) reste plus élevé que le taux de natalité, de 7,6 ‰, sur ce même intervalle.

#### Pyramide des âges
En 2021, le taux de personnes d'un âge inférieur à 30 ans s'élève à 26,8 %, soit en dessous de la moyenne départementale (29,0 %). À l'inverse, le taux de personnes d'âge supérieur à 60 ans est de 41,4 % la même année, alors qu'il est de 35,6 % au niveau départemental.
En 2021, la commune comptait 4 096 hommes pour 4 759 femmes, soit un taux de 53,74 % de femmes, légèrement supérieur au taux départemental (52,03 %).
Les pyramides des âges de la commune et du département s'établissent comme suit :
| Hommes | Classe d’âge | Femmes |
| ------ | ------------ | ------ |
| 1,7    | 90 ou +      | 4,1    |
| 12,8   | 75-89 ans    | 16,9   |
| 23,6   | 60-74 ans    | 23,3   |
| 18,7   | 45-59 ans    | 18,6   |
| 13,2   | 30-44 ans    | 13,0   |
| 14,0   | 15-29 ans    | 10,3   |
| 15,9   | 0-14 ans     | 13,9   |

| Hommes | Classe d’âge | Femmes |
| ------ | ------------ | ------ |
| 1,2    | 90 ou +      | 3      |
| 10     | 75-89 ans    | 13,4   |
| 21,3   | 60-74 ans    | 22     |
| 20,6   | 45-59 ans    | 19,6   |
| 15,7   | 30-44 ans    | 15     |
| 15,6   | 15-29 ans    | 12,9   |
| 15,7   | 0-14 ans     | 14     |

### Manifestations culturelles et festivités
- Le théâtre de verdure accueille, depuis sa réouverture en 2021, des spectacles en plein air (concert de Catherine Ringer en 2021[115], spectacle de la Compagnie Elixir en 2022[116], festival En mode Festi en 2025[117]).
- Saison estivale J'peux pas, j'ai Bellerive (en 2025 : apéros-concerts, soirées dansantes un vendredi sur deux et marché nocturne un samedi sur deux)[BEL 34].
- Marchés du Lac. Bien que porté par une association locale de Vichy, cet événement se tient en alternance entre Bellerive-sur-Allier et Vichy, sur les berges d'Allier, les vendredis de juillet et août[118].

### Sports

#### Infrastructures sportives
L'agglomération de Vichy abrite un important complexe sportif ainsi que plusieurs installations sportives telles qu'un golf, un stade aquatique, un hippodrome ou un COSEC.

##### Parc omnisports Pierre-Coulon

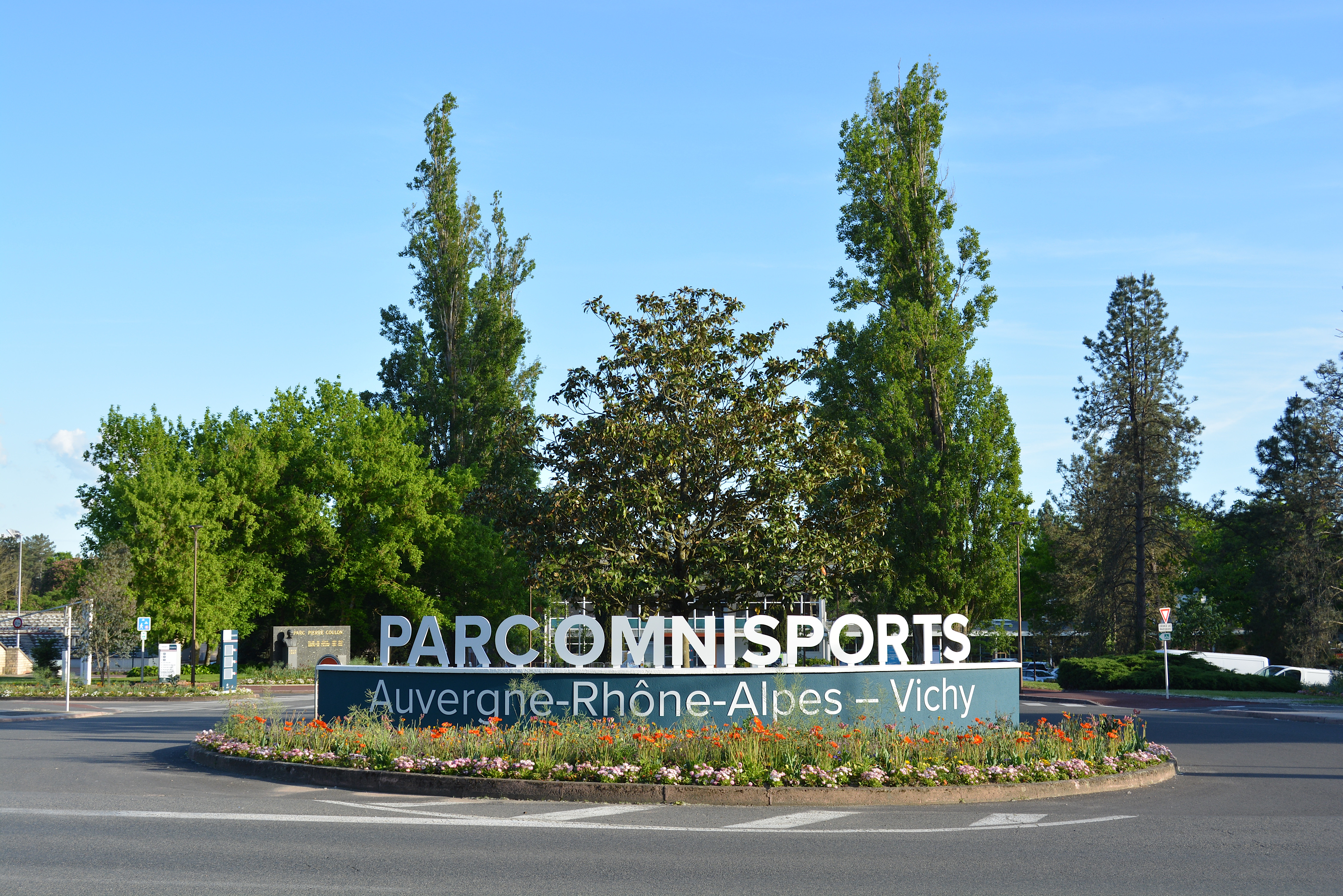
Entrée principale du parc omnisports Auvergne-Rhône-Alpes — Vichy, en mai 2024.

Le parc omnisports Pierre-Coulon, installé depuis 1962, est un complexe sportif de 150 hectares comprenant notamment dix terrains de football, deux terrains de rugby, un stade d'athlétisme, trente-cinq courts de tennis, ainsi qu'un parcours de canoë-kayak dans la rivière artificielle et un parcours de santé. Il est géré par la ville de Vichy.
Au nord, le palais omnisports Pierre-Coulon comprend quatre gymnases, une salle de danse, de gymnastique et de boxe, et accueille les compétitions de basket-ball de la Jeanne d'Arc Vichy Basket (JAV) évoluant en deuxième division.
La Tour des Juges, installée en bordure de l'Allier, a été construite en 1962-1963. Elle a été rénovée en 2010 afin d'accueillir une manche des championnats du monde de course en ligne de canoë-kayak, tenue entre le 7 et le 9 mai 2010, afin « de rendre la ville [de Vichy] plus compétitive pour accueillir des manifestations nationales et internationales ». S'étendant sur 625 m2, ce bâtiment, entièrement accessible aux personnes à mobilité réduite (avec un parking et une rampe d'accès), répond aux normes environnementales, d'incendie et de secours. Ce projet a coûté 1 500 000 €.
On trouve également un complexe bouliste, propriété de la communauté d'agglomération.

##### Sports nautiques: du stade nautique au stade aquatique

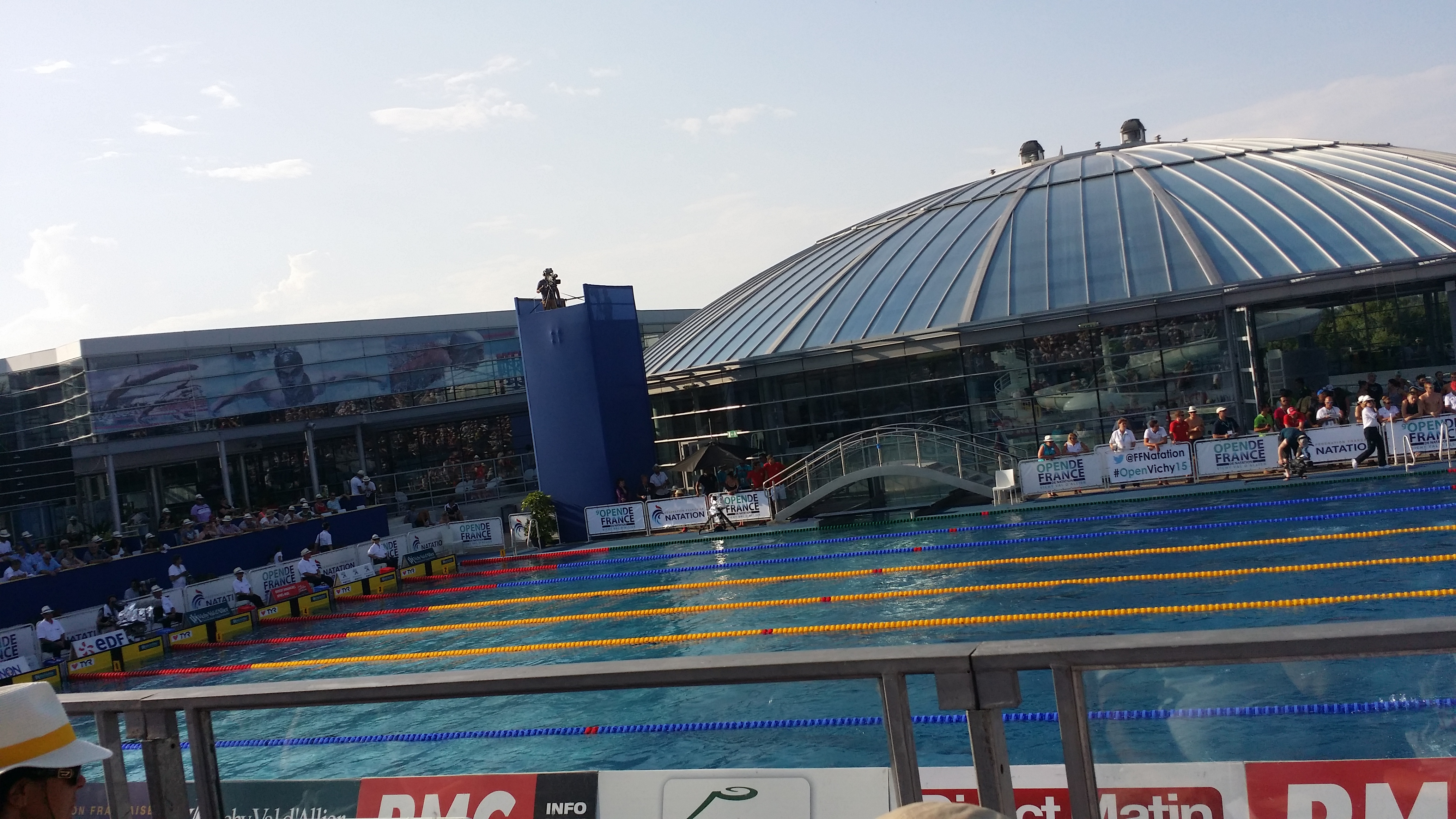
Bassin extérieur du stade aquatique pendant l'Open de France de natation 2015.

De 1947 à 2007, la natation se pratiquait au stade nautique, inauguré le 25 mai 1947 par Marcel-Edmond Naegelen alors ministre de l'Éducation nationale avec deux bassins. Les installations ont été endommagées à la suite de la crue du 25 décembre 1973. Le bassin couvert de Bellerive ferme définitivement le 26 décembre 2003 ; la piscine ferme à son tour le 10 décembre 2007.
Un autre équipement plus sûr est alors construit, le stade aquatique, géré par la communauté d'agglomération. Situé à proximité de Super Bellerive et du lotissement des Guinames (ou des Guynames), il est ouvert au public le 21 mars 2008. Il a accueilli des compétitions nationales telles que l'Open de France de natation entre 2013 et 2016. Sa fréquentation a atteint en 2010 plus de 240 000 entrées.

##### Sporting Club (golf et tennis)
Le golf du Sporting Club de Vichy devait initialement être implanté dans le quartier de la Croix-Saint-Martin, à Vichy, en rive droite. Pour « répondre aux besoins de la clientèle du Vichy de l'époque », Joseph Aletti, directeur de la société des Grands Hôtels de Vichy, fut l'instigateur d'un projet de création d'un golf en 1907. Il est officiellement inauguré le 1er mai 1908. Un parcours d'entraînement est aménagé dès 1924. Deux grandes semaines sont créées, en juillet et en août. En août 2017, la Grande Semaine internationale de golf rassemblait 1 600 golfeurs.
Le Sporting Tennis est implanté près du pont Jacques-Chirac et a accueilli les compétitions (éliminatoires, les finales se jouant à Rome) de la coupe Galéa (organisée désormais par la ligne Auvergne-Rhône-Alpes de tennis) de 1952 à 1991, en 2023 et en 2025. Le 5 octobre 2019, lors de l'inauguration des berges d'Allier, Frédéric Aguilera, président de Vichy Communauté, a annoncé le rachat de ce complexe qui est reconstruit entre 2023 et 2025 et comprendra dix-sept courts de tennis et deux terrains de padel. Le 4 octobre 2024, la fédération française de tennis annonce que le site abritera le centre national d'entraînement de padel à partir de septembre 2025.

##### Autres équipements sportifs

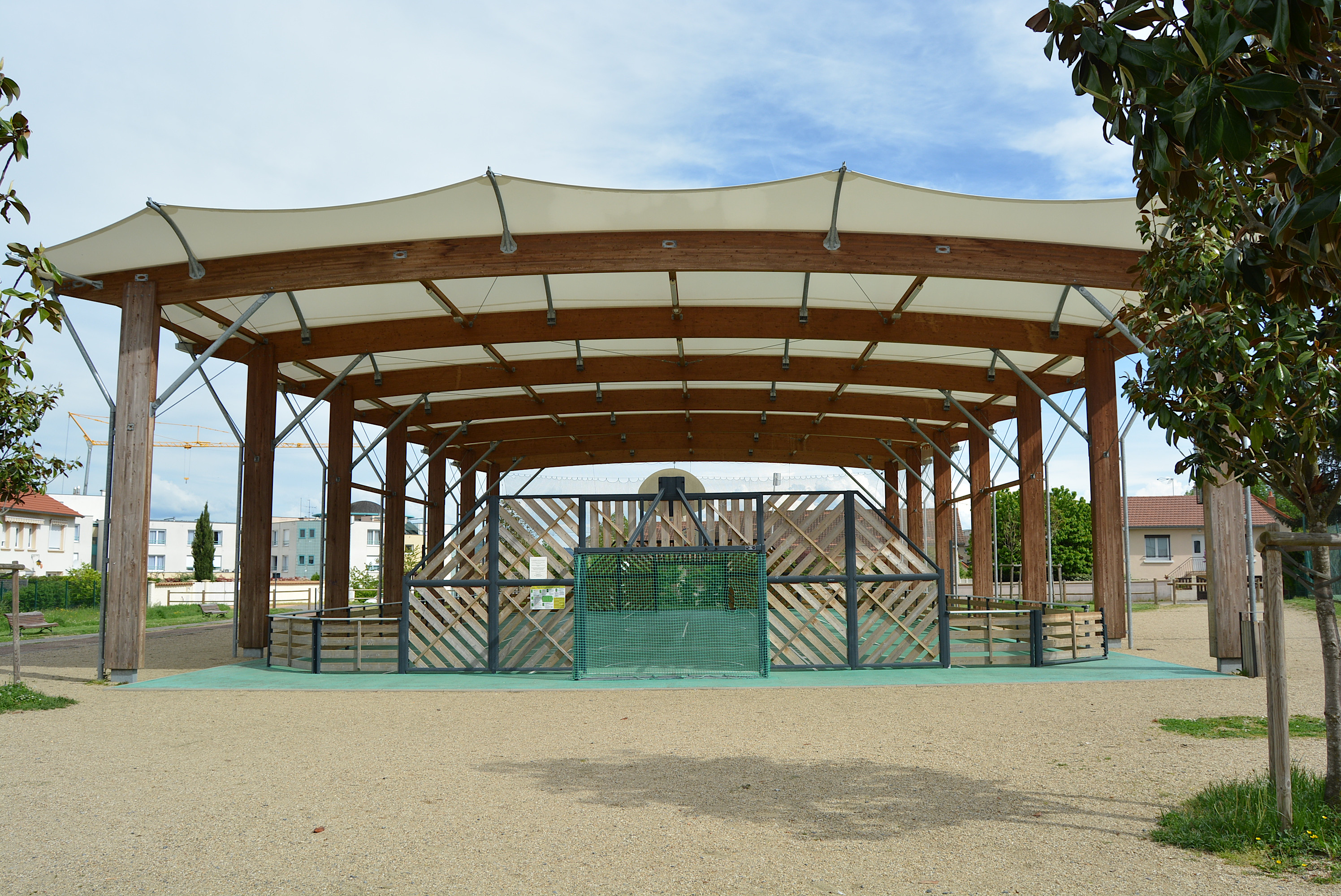
La halle multi-activités.

Outre le parc omnisports, le stade aquatique et les complexes de golf et de tennis, il existe aussi :
- le CREPS Auvergne-Rhône-Alpes — Vichy : d'une superficie de 9,2 hectares, mis en service le 1er septembre 1972, le CREPS est un établissement public dépendant du ministère des Sports. Il forme aux métiers du sport et de l'animation et prépare les athlètes au sport de haut niveau[132]. En 2019, la région Auvergne-Rhône-Alpes a débloqué 24 millions d'euros pour moderniser le site[133], labellisé en octobre 2020 centre de préparation aux Jeux olympiques de 2024[134]. Les nouvelles installations du CREPS, comprenant un pôle d'athlétisme, un gymnase double et des vestiaires, ont été inaugurées le 9 juin 2023[Note 12], pour un montant de 59,2 millions d'euros[135] ;
- un hippodrome : mis en service en 1875, il accueille des courses hippiques (trot et galop) entre mai et septembre[136] ;
- un stade universitaire, géré par la communauté d'agglomération, avec un terrain de football et de rugby et un espace destiné aux sports de glisse urbaine[Diag 15] ;
- une halle multi-activités, aménagée et inaugurée le 20 mai 2018, où peuvent être pratiqués le football, le basket-ball et le volleyball[BEL 35] ;
- dans le quartier des Belles Rives d'Allier, des terrains de football et de rugby accueillant des équipes de tous niveaux[Diag 15].

#### Associations et clubs sportifs
Bellerive-sur-Allier compte plusieurs associations ou clubs sportifs, dont : un club de basket-ball (Bellerive Basket Club), un club de cyclisme (Bellerive Sports Cyclistes), deux clubs de football : Mayotte Bellerive et l'Union Sportive Vendat Bellerive Brugheas (USVBB), un club de pétanque (Pétanque Bellerivoise), un club de tennis (Sporting Vichy - Bellerive Tennis) et un club de triathlon (Vichy triathlon).
Le club des Dauphins Bourbonnais, créé en 1944 et renommé Dauphins Vichy-Bellerive en 1954, siégeait au stade nautique. Celui-ci fusionne en 2007 avec le club de natation de Cusset pour former Vichy Val d'Allier Natation.

#### Événements sportifs
De nombreux événements sportifs se tiennent sur le territoire communal de Bellerive-sur-Allier : athlétisme (Foulées Vichyssoises), aviron, canoë-kayak, triathlon (de Vichy-Bellerive, Ironman depuis 2015 sous ce nom, championnats d'Europe en 2024)…
Le territoire communal de Bellerive-sur-Allier a accueilli la majorité des épreuves des Jeux globaux de 2023, qui se sont tenues du 4 au 10 juin 2023 au parc omnisports (athlétisme, basket-ball), au CREPS (aviron indoor, futsal et sports de combat), au COSEC (handball), au Sporting Tennis (tennis) ou au stade aquatique (natation).
Dans le cadre des Jeux olympiques d'été de 2024, la flamme olympique est passée par six communes du département de l'Allier le 21 juin 2024, dont Bellerive-sur-Allier, où le relais est parti du CREPS. La flamme paralympique est aussi passée sur le territoire communal (parc omnisports et CREPS) le 26 août 2024.

### Vie associative
Une maison des associations est implantée depuis 1988 ; elle remplace l'ancien collège Jean-Macé.

### Médias
En plus des vingt-sept chaînes de la TNT, les foyers peuvent recevoir les décrochages régionaux de France 3 Auvergne sur la troisième chaîne de télévision.
Outre les radios nationales (RTL, RMC, Europe 1, France Info…), France Bleu Pays d'Auvergne, ainsi que quelques radios locales, sont captées à Bellerive-sur-Allier.
Les kiosques vendent les éditions vichyssoises de La Montagne et La Semaine de l'Allier. La ville édite le journal municipal Bellerive magazine.

## Économie

### Revenus de la population et fiscalité
En 2011, le revenu fiscal médian par ménage s'élevait à 27 485 €, ce qui plaçait Bellerive-sur-Allier au 20 508e rang des communes de plus de quarante-neuf ménages en métropole.

### Emploi
En 2020, la population âgée de quinze à soixante-quatre ans s'élevait à 4 496 personnes, parmi lesquelles on comptait 72,1 % d'actifs dont 61,4 % ayant un emploi et 10,7 % de chômeurs.
On comptait 2 980 emplois dans la zone d'emploi. Le nombre d'actifs ayant un emploi résidant dans la zone étant de 2 857, l'indicateur de concentration d'emploi s'élève à 104,3 %, ce qui signifie que la commune offre environ un emploi par habitant actif.
La répartition des 2 844 emplois par catégorie socio-professionnelle et par secteur d'activité est la suivante :
| Échelle               | Agriculteurs exploitants | Artisans, commerçants, chefs d'entreprise | Cadres et professions intellectuelles supérieures | Professions intermédiaires | Employés | Ouvriers |
| --------------------- | ------------------------ | ----------------------------------------- | ------------------------------------------------- | -------------------------- | -------- | -------- |
| Commune               | 0,4 %                    | 10,0 %                                    | 8,4 %                                             | 23,6 %                     | 33,1 %   | 24,6 %   |
| Département           | 4,0 %                    | 7,4 %                                     | 9,7 %                                             | 23,6 %                     | 31,0 %   | 24,4 %   |
| France métropolitaine | 1,5 %                    | 6,8 %                                     | 18,9 %                                            | 26,2 %                     | 27,0 %   | 19,6 %   |

| Échelle               | Agriculture | Industrie | Construction | Commerce, transports, services divers | Administration publique, enseignement, santé, action sociale |
| --------------------- | ----------- | --------- | ------------ | ------------------------------------- | ------------------------------------------------------------ |
| Commune               | 0,9 %       | 7,3 %     | 4,4 %        | 57,4 %                                | 30,1 %                                                       |
| Département           | 4,9 %       | 15,9 %    | 6,4 %        | 37,0 %                                | 35,8 %                                                       |
| France métropolitaine | 2,5 %       | 11,9 %    | 6,4 %        | 47,5 %                                | 31,7 %                                                       |

En 2020, 2 372 des 2 857 personnes âgées de quinze ans ou plus (soit 83,0 %) sont des salariés. 25,6 % des actifs travaillent dans la commune de résidence.

### Entreprises et commerces
Au 31 décembre 2018, Bellerive-sur-Allier comptait 509 unités légales, dont 161 dans le commerce de gros et de détail, l'hébergement ou la restauration, 85 dans les activités spécialisées, scientifiques et techniques ou les activités de services administratifs et de soutien, et 79 dans l'administration publique, l'enseignement, la santé humaine ou l'action sociale.
En outre, elle comptait 587 établissements.

#### Agriculture
Le recensement agricole faisait état de six exploitations en 2010, contre 11 en 2000 et 19 en 1988.
La surface agricole utilisée était de 74 hectares en 2010, contre 110 ha en 2000 et 227 ha en 1988.

#### Industrie et artisanat
Le groupe Fleurus, implanté en Auvergne depuis 1942, est installé depuis 1949 rue du Léry. L'entreprise fabrique des bracelets-montres en cuir. Le site de Bellerive-sur-Allier est spécialisé dans la fabrication d'accessoires en sous-traitance pour plusieurs noms de la maroquinerie de luxe.
Une zone artisanale est également implantée à la sortie ouest de la commune, près de l'espace Monzière, en 2004.

#### Commerces

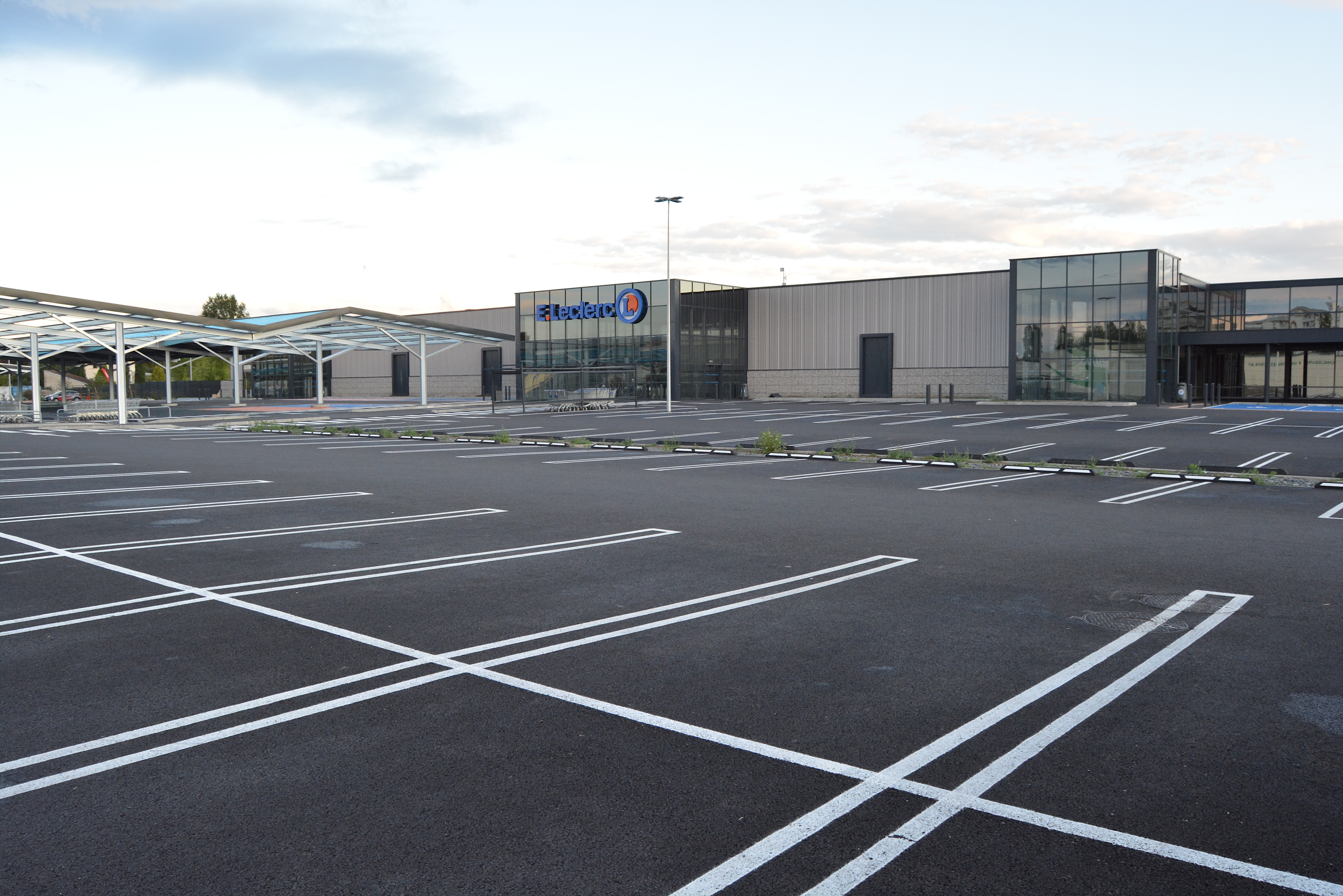
L'hypermarché E.Leclerc, en juillet 2023.

Bellerive-sur-Allier a la particularité de ne pas disposer d'un centre-ville commerçant important. Quelques commerces sont néanmoins implantés au rez-de-chaussée des immeubles, notamment dans le centre-ville. Néanmoins, l'offre commerciale présente dans la commune est importante ; il s'agit du deuxième pôle commercial de l'agglomération.
Il existe deux grands pôles commerciaux et cinq pôles de proximité dans la commune :
- le centre commercial Carré d'As, situé entre le pont franchissant l'Allier et les berges, livré en 1974 avec les enseignes Radar et Conforama[BEL 1] et comprenant, en 2022, plusieurs enseignes dont Aldi (remplaçant un Leader Price en 2021) ;
- la zone d'activités de Navarre, comprenant un hypermarché E.Leclerc.

En 2012, la Société Européenne des Mousquetaires a demandé la création d'un centre commercial à l'enseigne Intermarché en bordure de la D 2209, pour une surface de vente de 2 858 m2. Malgré l'accord de la commission départementale d'aménagement commercial (CDAC) le 3 mai 2012, ce projet est refusé par la commission nationale (CNAC) le 11 septembre 2012. Un nouveau projet a été présenté le 26 mars 2013, comprenant aussi des restaurants, des logements et un pôle médical. Cette proposition a été à nouveau rejetée le 11 septembre 2013 par cette commission départementale, et le 18 décembre 2013 par la commission nationale, invoquant « [le détournement de] la clientèle des commerces traditionnels de Bellerive-sur-Allier », nuisant « à l'animation de la vie urbaine », et portant « atteinte à la qualité paysagère de l'entrée de l'agglomération vichyssoise », ou encore, par la ville de Vichy et des représentants d'associations, les conditions de circulation sur l'avenue de Vichy.
Près du carrefour de Boussange, a été ouvert en 2002 un magasin de sports à l'enseigne Decathlon. En 2006, un agrandissement a été envisagé mais refusé, invoquant l'évolution démographique défavorable, la concurrence des hypermarchés et des problèmes environnementaux ; cette demande est reconduite en 2011 pour être finalement acceptée par la CDAC le 16 mars. Sa surface commerciale est portée de 1 700 à 2 760 m2 avec agrandissement du parking à près de deux cents places. Le magasin agrandi a ouvert le 21 novembre 2012 ; les travaux ont coûté 1,6 million d'euros.
Un bâtiment construit au nord de la commune, dans la zone des Calabres, près du rond-point de l'Europe, abrite une enseigne concurrente, Intersport, sur une surface de 1 700 m2. Après approbation de la CDAC le 10 septembre 2014, puis de la CNAC le 16 janvier 2015 malgré un recours rejeté, l'enseigne ouvre le 23 mars 2016 : c'est la troisième enseigne implantée dans l'agglomération. Ce bâtiment abrite également l'enseigne Saint-Maclou (1 500 m2, accord CDAC le 29 octobre 2013), ouverte fin 2015. Le quartier étant en zone inondable, l'ensemble est construit sur pilotis. S'y ajoute un restaurant La Boucherie et une quatrième enseigne sur le site de l'ancien Saint-Maclou.
La commune compte deux enseignes de restauration rapide : un McDonald's, avenue de Vichy, ainsi qu'un Burger King, dans la zone d'activités de Navarre (zone commerciale de E.Leclerc), en lieu et place de l'ancien magasin d'usine Manoukian ; ce dernier est ouvert depuis le 28 juillet 2016.

### Tourisme
La commune a obtenu le label « commune touristique » le 13 juillet 2021.
Au 1er janvier 2023, la commune comptait trois hôtels (un classés trois étoiles, un classés deux étoiles et un non classé) totalisant 124 chambres.
Deux campings, classés quatre étoiles, sont recensés, totalisant 229 emplacements.
En outre, il existe une résidence de tourisme de 230 places lit.

## Culture locale et patrimoine

### Lieux et monuments
En dehors de la présentation communale, Bellerive-sur-Allier compte vingt-trois édifices recensés à l'inventaire général du patrimoine culturel ainsi que 38 objets mobiliers (hors inventaire supplémentaire).
Certains édifices protégés de la commune voisine de Vichy « génèrent des périmètres sur Bellerive-sur-Allier ».

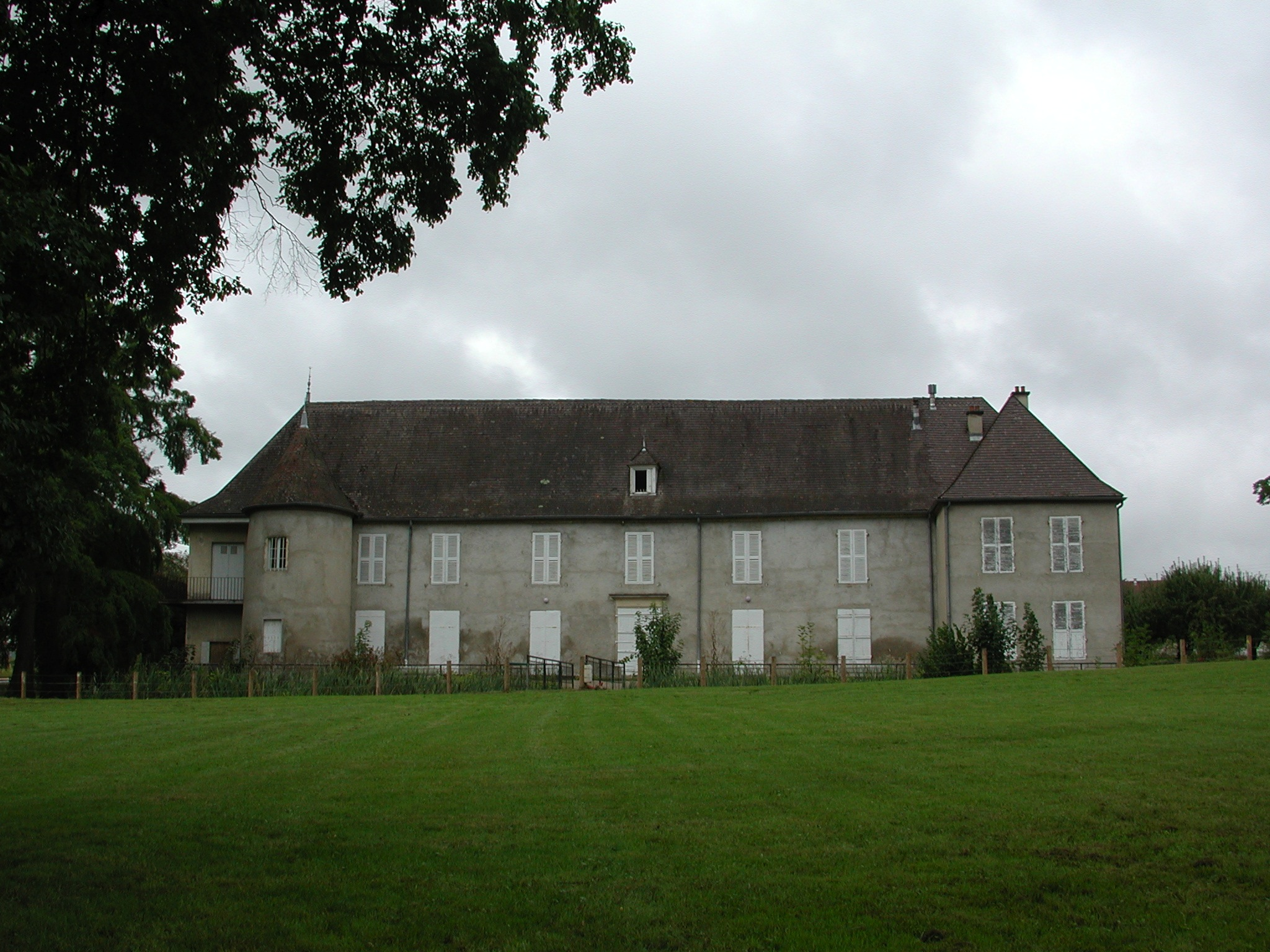
Façade du château du Bost donnant sur le parc.

- Bâtiment du tir aux pigeons, 1901, inscrit aux monuments historiques le 26 juillet 2022[160].
- Château de La Rama(s), 1817[161]. Ce château a appartenu à Antoine Fournier de Tony (1759-1827), qui y est mort.
- Château du Bost, rue de Beauséjour. Construit en 1411, le bahut (dit buffet) datant de 1604 qui s'y trouve est classé aux Monuments historiques au titre objet en 1962[162]. Le château fut brièvement en 1941, résidence d'été de Philippe Pétain. Racheté par la ville en 1956, il est devenu une maison de retraite jusqu'en 1995[163]. Après réhabilitation, il a ensuite ouvert ses portes au public en 2013 ; un restaurant occupe une partie de la demeure, tandis que le premier étage, resté sous gestion municipale est affecté à l'organisation d'événements.
- Château des Brosses, 1863[164].
- Croix monumentale, les Guinames, 1860[165].
- Ferme dite Domaine de l'Hôpital, rue Maurice-Chalus, 1880[166].
- Ferme modèle, rue Jean-Zay. Construite dans les années 1760[167], Charles Gravier en devient propriétaire en 1872. Il y crée alors « une industrie laitière » avec des techniques avancées pour l'époque : gaz et électricité, alimentation en eau avec contrôle de sa qualité, sélection des élevages[168]... Il produit jusqu'à 3 000 litres de lait par jour, revendus aux grands hôtels de Vichy. Il continue d'innover en produisant du lait stérilisé, du  lait naturel phosphaté/ pour les enfants rachitiques, puis du lait en poudre avec lequel il fabrique du cacao lacté[168]. Il fabriquera même de la glace stérilisée[168]. Mais la ferme fait faillite et est « vendue par expropriation » en 1894 (Charles Gravier sera obligé pour couvrir les pertes de vendre un terrain non bâti qu'il possédait à Vichy, qui sera alors loti en villas par Hubert Colombier, devenu aujourd'hui la rue homonyme). Une activité fermière se poursuivre jusqu'à la fin de la Première Guerre mondiale[168]. Un projet de valorisation patrimoniale a été présenté en 2011[169]. L'inauguration a eu lieu le 23 mai 2013[BEL 37]. Elle abrite la médiathèque municipale depuis 2017.
- Maison dite Castel Lorrain, 35 rue Charloing, 1920[170].
- Maison dite Villa Boussange, avenue de Vichy, 1928[171].
- Monument aux morts des guerres de 1914-1918, 1939-1945 et Afrique du Nord, 1968. Le premier avait été érigé en 1921 puis détruit en raison de son mauvais état[172].
- Moulin Mazan, XVIIIe et XIXe siècles[173].
- Pavillon du golf, 1908, inscrit aux monuments historiques le 20 juillet 2022[174].
- Puits, au lieu-dit Beauregard, XIXe siècle[175].
- Source intermittente de Vesse, phénomène naturel le plus curieux de la région thermale, se classe parmi les geysers : sources à jaillissements intermittents. Son eau chaude (30 °C environ) est alcaline et sulfureuse ; elle jaillit à une hauteur de 0,50 à 1 m.

#### Architecture religieuse

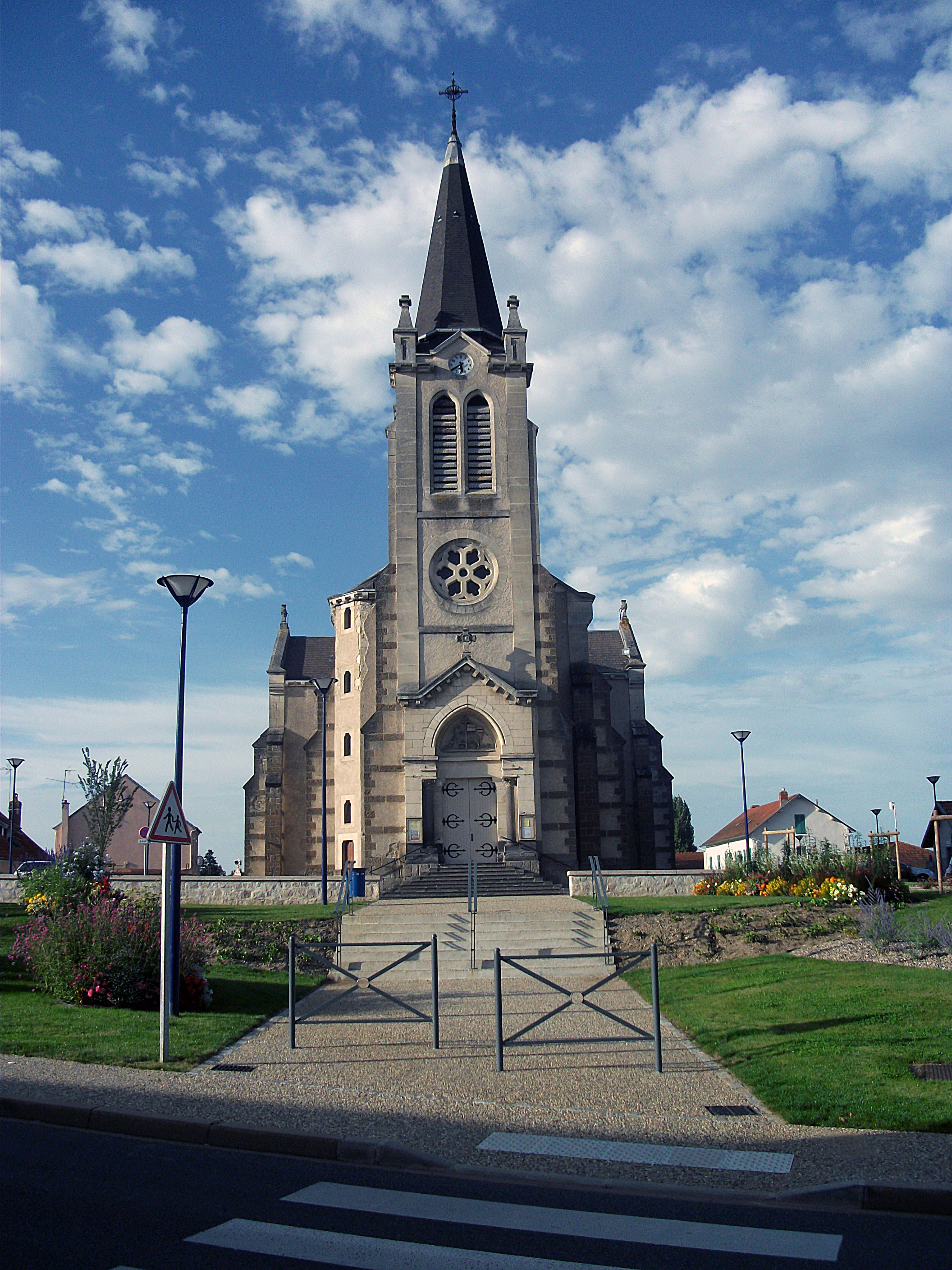
Église Saint-Laurian et son parvis rénové, en septembre 2013.

- Église Saint-Laurian, romane datant du XIIe siècle. Le clocher est abattu en 1796 puis reconstruit en 1843. Une nouvelle église a été construite de 1887 à 1889 tandis que l’ancienne est démolie[176] :
  - 1er presbytère, XVIIe et XVIIIe siècles, racheté par la commune en 1819, détruit en 1888[177] ;
  - 2e presbytère, construit en 1889-1890 avec la nouvelle église[178].

### Personnalités liées à la commune
- François Givois (1767-1842), homme politique, député de l'Allier pendant les Cent-Jours.
- Amédée Thalamas (1867-1953), professeur agrégé d'histoire au lycée Condorcet, à Paris, fut l'objet d'une violente campagne, orchestrée par la droite catholique en 1904. Il est inhumé dans la commune.
- Paul Devaux (° Vesse, 28 mai 1894 – † Vichy, 25 mars 1949), graveur sur bois. Expose aux Indépendants de 1926 à 1937.
- Raymond Badiou (° Bellerive-sur-Allier, 1905 – † Paris, 1996), maire de Toulouse de 1944 à 1958 et député de la Haute-Garonne de 1946 à 1951. Un square porte son nom près de la mairie.
- Alain Claessens (° 1947 – † 2004), comédien. La voie desservant la salle de spectacle Le Geyser a été baptisée allée Alain-Claessens en septembre 2013[179],[180].

### Héraldique
| Blason de Bellerive-sur-Allier | Blason  | Coupé : au 1er de sinople à deux fleurs de lys d'or ; au 2e de gueules à un étui de crosse d'or ; sur le tout : une fasce ondée d'argent brochant sur la partition et un cheval coupé d'or brochant sur le tout. |
| Blason de Bellerive-sur-Allier | Détails | Le blason a été créé en 1986. Le statut officiel du blason reste à déterminer. |